# Conflitto della zona demilitarizzata coreana
Il conflitto della zona demilitarizzata coreana, talvolta indicato anche come seconda guerra di Corea, fu un conflitto a bassa intensità che interessò la regione della zona demilitarizzata coreana (ZDC) tra l'ottobre 1966 e il dicembre 1969, nel pieno del periodo della guerra fredda.
Il conflitto nacque dal tentativo del governo della Corea del Nord di sfruttare a proprio vantaggio il coinvolgimento degli Stati Uniti d'America nella contemporanea guerra del Vietnam: con le forze armate statunitensi impegnate in un grande conflitto in Asia, i nordcoreani puntarono a mettere sotto pressione la tenuta dell'alleanza tra Stati Uniti e Corea del Sud fino a portare a una sua rottura. Per fare ciò, invece che impegnarsi in un'invasione convenzionale che si presentava come troppo rischiosa per la disparità delle forze in campo, i nordcoreani mirarono a causare vittime e perdite alle forze statunitensi schierate a presidio della zona demilitarizzata, l'area di demarcazione tra le due Coree lascito della precedente guerra, tramite imboscate e attacchi terroristici da parte di piccoli gruppi di incursori delle forze speciali; il tasso di perdite avrebbe infine convinto gli statunitensi a rinunciare al loro impegno in Corea perché ormai troppo gravoso. Sfruttando il malcontento generato dall'insediamento a Seul del dittatoriale regime del generale Park Chung-hee, i nordcoreani puntavano anche a organizzare un movimento guerrigliero anti-governativo in Corea del Sud, che avrebbe portato al rovesciamento dell'esecutivo e alla sua sostituzione con uno più favorevole a Pyongyang.
La campagna di attacchi non convenzionali della Corea del Nord portò a una pronta risposta del Comando delle Nazioni Unite in Corea: le forze statunitensi e sudcoreane elaborarono nuove dottrine tattiche e nuovi apprestamenti per fronteggiare la guerriglia nordcoreana, rafforzando il presidio della zona demilitarizzata, creando e addestrando nuove unità di controguerriglia e varando azioni di sostegno alla popolazione civile e di controllo del territorio per eliminare alla radice qualunque appoggio i nordcoreani potessero raccogliere nelle zone rurali. I nordcoreani misero a segno alcune azioni eclatanti, come un fallito attacco nel gennaio 1968 alla residenza personale del presidente sudcoreano e il sequestro della nave-spia statunitense USS Pueblo, ma la loro campagna di attacchi non approdò a niente e dovette essere abbandonata nel dicembre 1969 a causa delle troppe perdite subite.

## Antefatti

### L'eredità della guerra di Corea

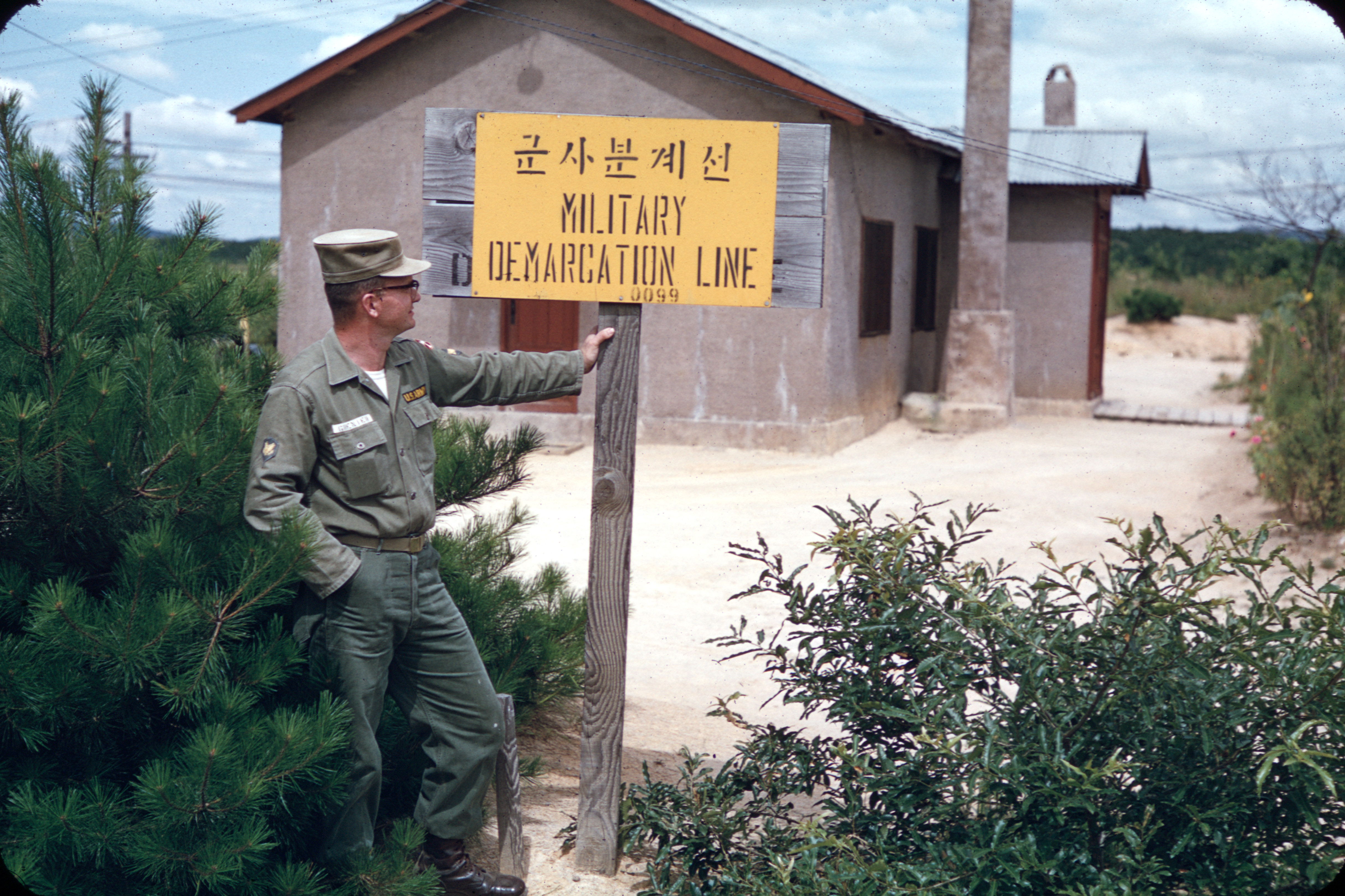
Un soldato statunitense in posa nel 1956 accanto al cartello di segnalazione della linea di armistizio tra le due Coree

La guerra di Corea imperversò lungo la penisola coreana dal 25 giugno 1950 al 27 luglio 1953 prima che l'armistizio di Panmunjeom ponesse fine agli scontri con un sostanziale nulla di fatto, stabilendo una nuova linea di demarcazione tra la Corea del Nord e la Corea del Sud lungo la cosiddetta "zona demilitarizzata coreana" (ZDC). Il conflitto era stato devastante tanto per i nordcoreani quanto per i sudcoreani, e sebbene nessuna delle due parti avesse rinunciato ai suoi propositi di riunificazione della penisola sotto il proprio controllo esse non erano in grado di ottenere tale riunificazione con la forza; l'influenza delle due principali potenze alleate dei contendenti (la Cina per Pyongyang, gli Stati Uniti d'America per Seul), poco desiderose di riprendere la lotta, contribuiva a moderare le intenzioni delle due parti.
Subito dopo la conclusione della guerra nel 1953, la Corea del Sud rimase una delle nazioni più povere del pianeta almeno per un decennio: nel 1960 il prodotto interno lordo pro-capite sudcoreano raggiungeva i 79 dollari, risultando più basso che nella maggior parte delle nazioni dell'America Latina e perfino di qualche Stato dell'Africa subsahariana. La Rivoluzione d'aprile del 1960 portò alla destituzione a Seul del presidente Syngman Rhee, al potere con metodi dittatoriali fin dall'indipendenza della nazione, ma il breve e turbolento periodo di governo democratico che ne seguì fu interrotto nel maggio 1961 dal colpo di Stato che portò alla presidenza il generale Park Chung-hee. A dispetto di questi dissesti politici, il periodo di governo di Park sulla Corea del Sud fu caratterizzato da uno sviluppo economico accelerato, trainato da un settore industriale in rapidissima espansione: se nel 1964 il prodotto interno lordo pro-capite sudcoreano era di 100 dollari, nel 1977 questa cifra si era decuplicata raggiungendo i 1 000 dollari.
Park fu molto attivo anche sul piano diplomatico, e nel giugno 1965 la Corea del Sud siglò un trattato per ristabilire normali relazioni con la vecchia potenza coloniale che aveva dominato la penisola coreana, il Giappone: il trattato incluse la previsione di un pagamento da parte dei giapponesi di riparazioni per i danni dell'occupazione nonché la concessione di prestiti a basso interesse a favore di Seul, portando a un incremento dei commerci e degli investimenti tra le due nazioni. La proposizione della Corea del Sud come potenza economica emergente portò a un rafforzamento delle relazioni con il resto della comunità internazionale, e nel 1966 il numero di Stati che riconoscevano il nuovo governo sudcoreano raddoppiò; nel giugno dello stesso anno Seul fu sede di un incontro del Consiglio dell'Asia-Pacifico. Sul piano militare, la Corea del Sud consolidò i suoi legami con gli Stati Uniti: dopo che, nel marzo 1965, truppe da combattimento terrestri statunitensi iniziarono a essere coinvolte negli scontri della guerra del Vietnam, anche la Corea del Sud prese a inviare un proprio contingente militare a sostegno del governo del Vietnam del Sud nella sua lotta contro le forze comuniste locali; entro l'ottobre 1966, circa 46 000 soldati sudcoreani erano impegnati in azione nel Vietnam. Nel luglio 1966 Corea del Sud e Stati Uniti siglarono un nuovo accordo di cooperazione militare (Status of Forces Agreement), stabilendo una relazione più egualitaria tra i due Stati e confermando la garanzia statunitense sulla protezione della Corea del Sud da attacchi da parte dei suoi vicini settentrionali.

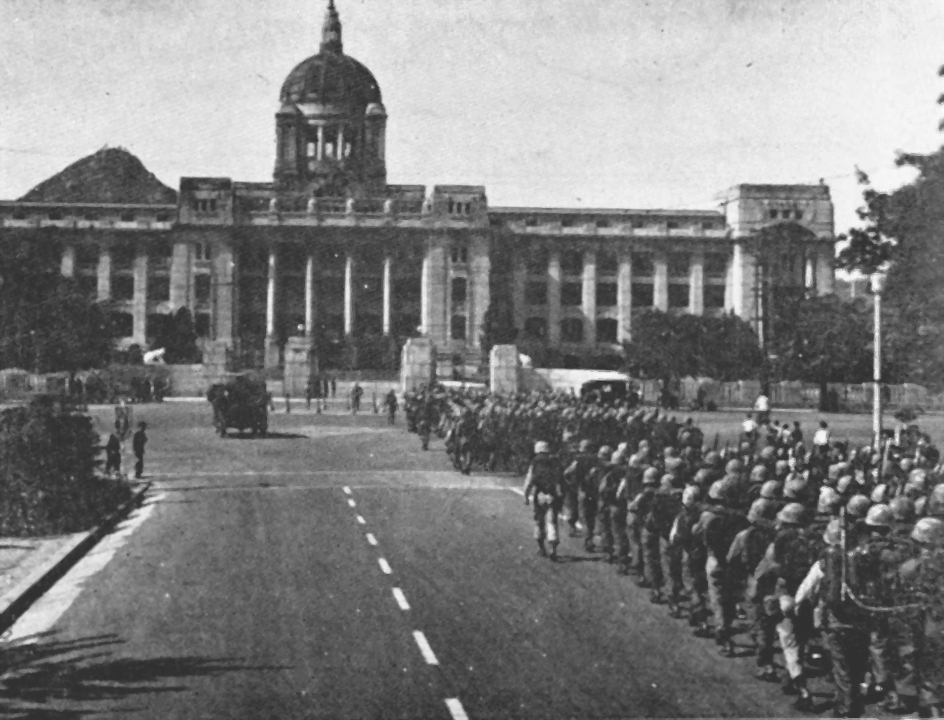
Truppe sudcoreane in marcia verso il palazzo del governo di Seul durante il colpo di Stato del maggio 1961 che portò al potere il generale Park Chung-hee

Nel frattempo, in Corea del Nord, la partenza delle ultime truppe alleate cinesi nell'ottobre 1958 portò il leader nordcoreano Kim Il-sung a consolidare la sua base di potere tramite una serie di purghe discrete che colpirono gli alti ranghi del Partito del Lavoro di Corea; Kim fondò il proprio potere assoluto sul paese sfruttando un miscuglio di paura del nemico, orgoglio nazionale ed esaltazione di una (pretesa) autosufficienza della Corea del Nord. Per ricostruire la nazione, devastata dalla guerra, venne promosso un programma di sviluppo economico accelerato ("Movimento Chollima") di ispirazione cinese, basato sulla collettivizzazione del settore agricolo e su un rapido incremento del settore industriale; per quanto il programma fu efficace nel rafforzare l'economia nordcoreana, il paese continuava a essere dipendente dagli aiuti dei suoi principali alleati, in particolare dall'Unione Sovietica in materia di assistenza tecnologica ma anche dalla Cina in fatto di forniture agricole. Il paese si ritrovò quindi in una difficile posizione quando, nei primi anni 1960, tra Mosca e Pechino si aprì un periodo di forti tensioni diplomatiche e militari: Pyongyang tentò di barcamenarsi per non perdere il supporto di entrambi i suoi alleati, ma nel dicembre 1962 i sovietici interruppero i loro aiuti al paese sostenendo che la dirigenza nordcoreana si era spostata su posizioni troppo filo-cinesi.
Il governo di Kim Il-sung non aveva mai rinunciato all'idea di unificare la penisola coreana con la forza, ma la crescente disparità data dalle difficoltà della Corea del Nord e dal boom economico della Corea del Sud obbligava a rivedere i piani della dirigenza di Pyongyang. La questione sembrava assumere una certa urgenza: agli occhi dei nordcoreani, il nuovo governo del generale Park, composto da ex militari, sembrava possedere una visione strategica di maggiore profondità rispetto a quello di Syngman Rhee, e i suoi programmi di sviluppo industriale apparivano come un modo per dotare la Corea del Sud della forza necessaria a intraprendere un'offensiva verso nord per riunificare la penisola sotto di sé. Non contribuiva a rasserenare gli animi la precedente decisione degli Stati Uniti di dotare le loro forze in Corea di armamenti nucleari, presa dall'amministrazione del presidente Dwight D. Eisenhower nel giugno 1957: la decisione costituiva una violazione del paragrafo 13(d) del trattato di armistizio, che vietava a entrambe le parti in conflitto di introdurre in Corea armamenti di nuovo tipo diversi da quelli già impiegati nella guerra, ed era stata assunta da Washington tramite un'unilaterale abrogazione del paragrafo stesso; gli armamenti schierati comprendevano razzi a testata nucleare MGR-1 "Honest John", ancora piuttosto rudimentali, nonché i cannoni pesanti M65 Atomic Cannon capaci di sparare un proiettile a testata atomica. La Corea del Nord denunciò l'abrogazione del paragrafo 13(d) come un tentativo di rompere l'intero accordo di armistizio da parte degli Stati Uniti e trasformare la Corea in una zona di guerra nucleare; fu avviato un massiccio programma di costruzione di fortificazioni militari sotterranee capaci di resistere a un attacco nucleare, e le forze nordcoreane furono schierate più vicino al confine con la Corea del Sud in modo da rendere pericoloso per gli stessi statunitensi e sudcoreani l'uso delle armi atomiche. Nel 1963 i nordcoreani chiesero all'Unione Sovietica l'aiuto necessario ad avviare un proprio programma di sviluppo di armamenti nucleari, andando però incontro a un rifiuto.

### Il precipitare del conflitto

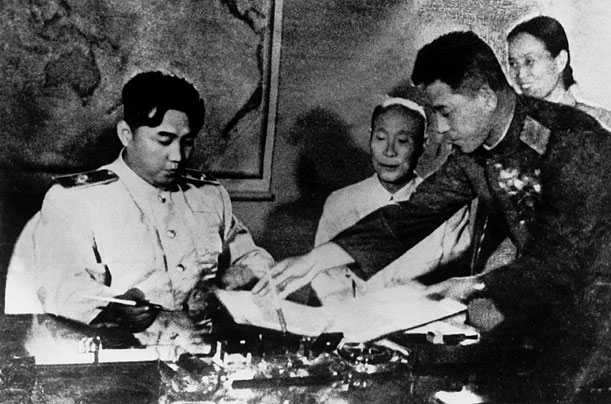
Il leader nordcoreano Kim Il-sung (a sinistra) sigla il testo dell'armistizio di Panmunjeom, conclusivo della guerra di Corea

Il 10 dicembre 1962, Kim Il-sung si presentò alla riunione del quinto plenum del comitato centrale del Partito del Lavoro con un nuovo piano strategico per affrontare il conflitto dato per imminente: pur riaffermando la necessità di addestrare alle armi l'intera popolazione nordcoreana, sviluppare l'industria bellica locale e dotare le forze armate di armamenti moderni, l'interruzione degli aiuti sovietici rendeva ora molto più difficile intraprendere una campagna di tipo convenzionale; pertanto, l'indirizzo strategico delle forze armate andava riformato su linee orientate alla guerriglia e alla guerra non convenzionale. La presa del potere a opera di Park e i suoi programmi di sviluppo economico accelerato non erano avvenuti senza generare una certa opposizione interna, e questo sembrava dare la possibilità ai nordcoreani di scatenare rivolte a sud del confine tramite l'appropriata attuazione di azioni di agitazione e propaganda; l'avvio delle operazioni più significative doveva tuttavia essere rimandato a dopo il completamento del piano economico settennale appena avviato, previsto non prima del 1967.
Vari fattori portarono a un'accelerazione dei piani di Kim. Dopo la deposizione di Chruščëv nel 1964, l'Unione Sovietica decise di riallacciare i suoi rapporti economici con la Corea del Nord e, dal maggio 1965, i rifornimenti di armamenti moderni sovietici ripresero ad affluire alle forze armate nordcoreane. Più importante ancora, l'invio di forze da combattimento terrestri statunitensi prima e sudcoreane dopo in Vietnam apriva nuovi scenari strategici nella penisola: l'attenzione degli statunitensi in Asia si era ora spostata dalla Corea a un'altra regione, e per la prima volta le stesse forze armate sudcoreane avevano distolto parte del loro apparato per intraprendere una missione diversa dal presidio della frontiera con la Corea del Nord.
Il 6 ottobre 1966 Kim si presentò alla conferenza generale del Partito del Lavoro per illustrare la sua strategia: il maggior coinvolgimento degli Stati Uniti nella guerra del Vietnam offriva un'opportunità preziosa per realizzare l'unificazione delle due Coree sotto il regime di Pyongyang, sfruttando la dispersione su più fronti delle forze armate statunitensi e l'ovvia riluttanza del governo di Washington a farsi coinvolgere contemporaneamente in due conflitti terrestri in Asia. L'obiettivo a cui i nordcoreani dovevano puntare era la rottura dell'alleanza tra Stati Uniti e Corea del Sud: usando varie forme di provocazione e aggressione, militare o non militare, convenzionale o non convenzionale, i nordcoreani dovevano rendere troppo costoso per gli statunitensi mantenere una significativa presenza militare in Corea, oppure indurre il governo di Seul a chiedere un incremento del coinvolgimento degli Stati Uniti della penisola che Washington difficilmente avrebbe accordato. Dopo aver spinto gli Stati Uniti a dubitare fortemente dell'opportunità di conservare la loro presenza militare in Corea, sarebbe scattata la fase successiva del piano: i nordcoreani avrebbero alimentato e sostenuto una rivolta popolare volta a rovesciare l'autoritario governo del generale Park, sostituendolo con uno più incline agli interessi di Pyongyang; l'eventuale invasione convenzionale della Corea del Sud da parte delle forze nordcoreane sarebbe dipesa da quanto successo avessero avuto i rivoluzionari locali, ma comunque non si sarebbe svolta prima del completamento del piano settennale di sviluppo industriale, spostato all'ottobre del 1970. Le azioni di sovversione a sud del confine dovevano invece avere inizio al più presto, e Kim stesso presumeva che i progressi sarebbero stati rapidi.

## Forze in campo

### Corea del Nord

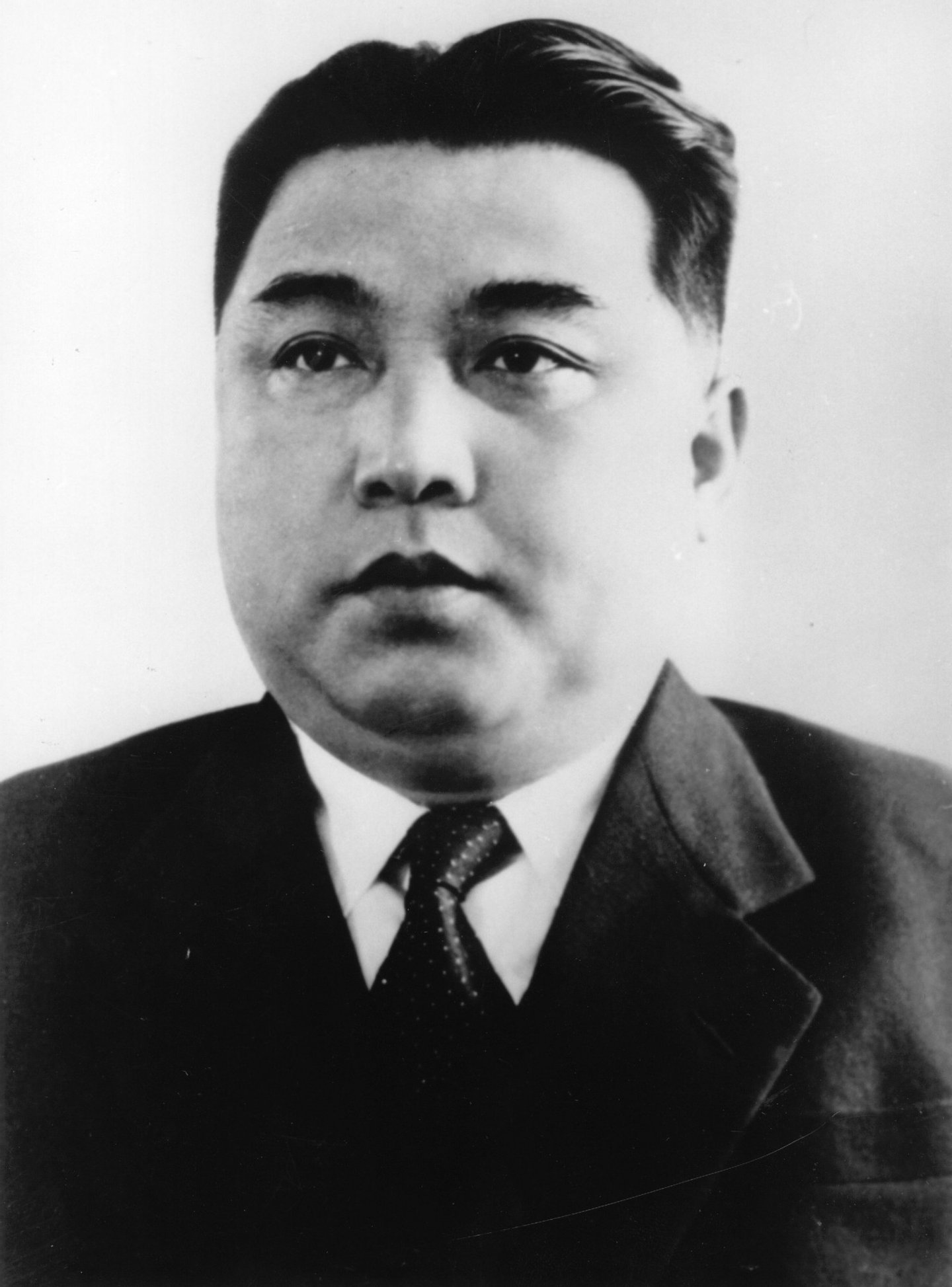
Kim Il-sung, leader della Corea del Nord dal 1948 al 1994

Nel 1966 le forze armate regolari della Corea del Nord (Chosŏn inmin'gun, ovvero "Armata del popolo coreano") schieravano un totale di 386 000 effettivi: una cifra considerevole, per quanto inferiore a quella delle loro controparti sudcoreane in ragione della netta differenza di popolazione tra le due metà della Corea. Benché fossero un'armata principalmente di coscritti, le forze militari nordcoreane erano ritenute come bene equipaggiate e altamente motivate; il corpo ufficiali era composto in massima parte di veterani del precedente conflitto, e godeva di un livello di iniziativa sconosciuto negli eserciti degli altri paesi comunisti: il regime confidava a tal punto nella fedeltà dei militari da non prevedere alcun reale sistema di "commissari politici" che affiancassero e sorvegliassero gli ufficiali nelle loro attività.
L'Esercito nordcoreano (Chosŏn inmin'gun Ryukkun) comprendeva il grosso degli effettivi delle forze armate regolari, schierando 345 000 uomini suddivisi in 20 divisioni in servizio permanente; gli equipaggiamenti comprendevano un totale di 800 carri armati, 900 altri veicoli motorizzati e 5 200 pezzi di artiglieria. L'Esercito manteneva lungo la zona demilitarizzata un totale di otto divisioni di fanteria, supportate alle spalle da una divisione corazzata, tre divisioni motorizzate, altre otto divisioni di fanteria e un certo numero di brigate e reggimenti autonomi; altre dieci divisioni di fanteria erano tenute a livello di quadri e mobilitate solo in caso di guerra. L'Esercito era poi affiancato da una milizia popolare (la Ronong Jŏgwi Gun o "Guardia rossa dei lavoratori e dei contadini"), formata armando e organizzando in unità paramilitari una larga fetta della popolazione civile: la milizia schierava 1 200 000 effettivi e, per quanto la sua preparazione militare fosse bassa, costituiva un'importante forza di protezione delle retrovie nordcoreane e ostacolava notevolmente le attività di intelligence e di infiltrazione provenienti dalla Corea del Sud. L'Aviazione militare (Chosŏn Inmin Kun Konggun) era una forza notevole, schierando 30 000 effettivi, 590 aerei da combattimento e 20 elicotteri: ben addestrati da istruttori sovietici, i piloti nordcoreani operavano un considerevole numero di moderni aviogetti, tra cui 60 bombardieri Ilyushin Il-28 e 450 caccia Mikoyan-Gurevich MiG-15 e MiG-17. La Marina militare (Chosŏn inmin'gun haegun) era invece una forza piccola, annoverando solo 9 000 effettivi più 2 000 fanti di marina: pur schierando alcuni assetti d'attacco di origine sovietica come quattro sottomarini classe Whiskey e altrettante motomissilistiche classe Komar, le circa 80 unità da combattimento in forza alla Marina erano imbarcazioni leggere adatte più che altro a operazioni difensive nelle acque costiere.
Più che sulle forze armate regolari, nell'imminente conflitto il peso maggiore sarebbe ricaduto sulle forze speciali e di guerra non convenzionale dell'Armata nordcoreana, strettamente controllare e indottrinate dal Partito. Il "Dipartimento di collegamento" del Partito del Lavoro controllava varie sottosezioni dedicate alle attività di guerra non convenzionale, come la Sezione militare (incaricata delle attività di sorveglianza e sovversione interna delle forze militari e di polizia sudcoreane), la Sezione guida della guerriglia (incaricata di fomentare e assistere i gruppi di insorti sudcoreani), l'Ufficio politico generale (incaricato delle attività di propaganda e di guerra psicologica nonché delle azioni volte a sollecitare le defezioni di personale sudcoreano) e l'Ufficio di sicurezza (incaricato del contrasto alle operazioni di infiltrazione provenienti dal sud). Il principale braccio operativo era però rappresentato dall'Ufficio ricognizione, formalmente subordinato al Dipartimento di collegamento ma di fatto dotato di una notevole autonomia: l'Ufficio controllava quattro "Stazioni di ricognizione" collocate lungo la zona demilitarizzata, incaricate della raccolta delle informazioni di intelligence, nonché una serie di distaccamenti addestrati alle azioni armate clandestine come l'Unità 124, l'Unità 283, la 17ª Brigata da ricognizione terrestre e la 23ª Brigata anfibia; il totale degli effettivi delle forze speciali nordcoreane raggiungeva i 3 000 uomini, ma il personale delle unità convenzionali dislocate lungo il lato settentrionale della zona demilitarizzata veniva spesso chiamato a supportare le operazioni di infiltrazione portate avanti dalle unità da ricognizione.
Gli infiltrati nordcoreani erano ottimamente addestrati alle tattiche di combattimento con armi leggere, alle tecniche di demolizione, al camuffamento e all'orientamento sul terreno difficile; molti erano formati anche come agitatori politici, con lo scopo di instillare la sovversione nei civili, radunare e addestrare gruppi di guerriglieri e condurli in azione. Gli incursori operavano frazionati in distaccamenti raramente più grandi di una dozzina di uomini, armati alla leggera e infiltrati via terra attraverso la zona demilitarizzata oppure via mare tramite barche leggere lungo l'estesa e frastagliata linea costiera sudcoreana; non venne invece tentata alcuna missione di infiltrazione aerea tramite paracadutisti, sia per via dello scarso addestramento in tal senso che per timore dell'efficacia della rete di avvistamento radar della Corea del Sud. Gli infiltrati erano altamente indottrinati, e se messi con le spalle al muro quasi sempre sceglievano di suicidarsi piuttosto che essere presi prigionieri.

### Stati Uniti

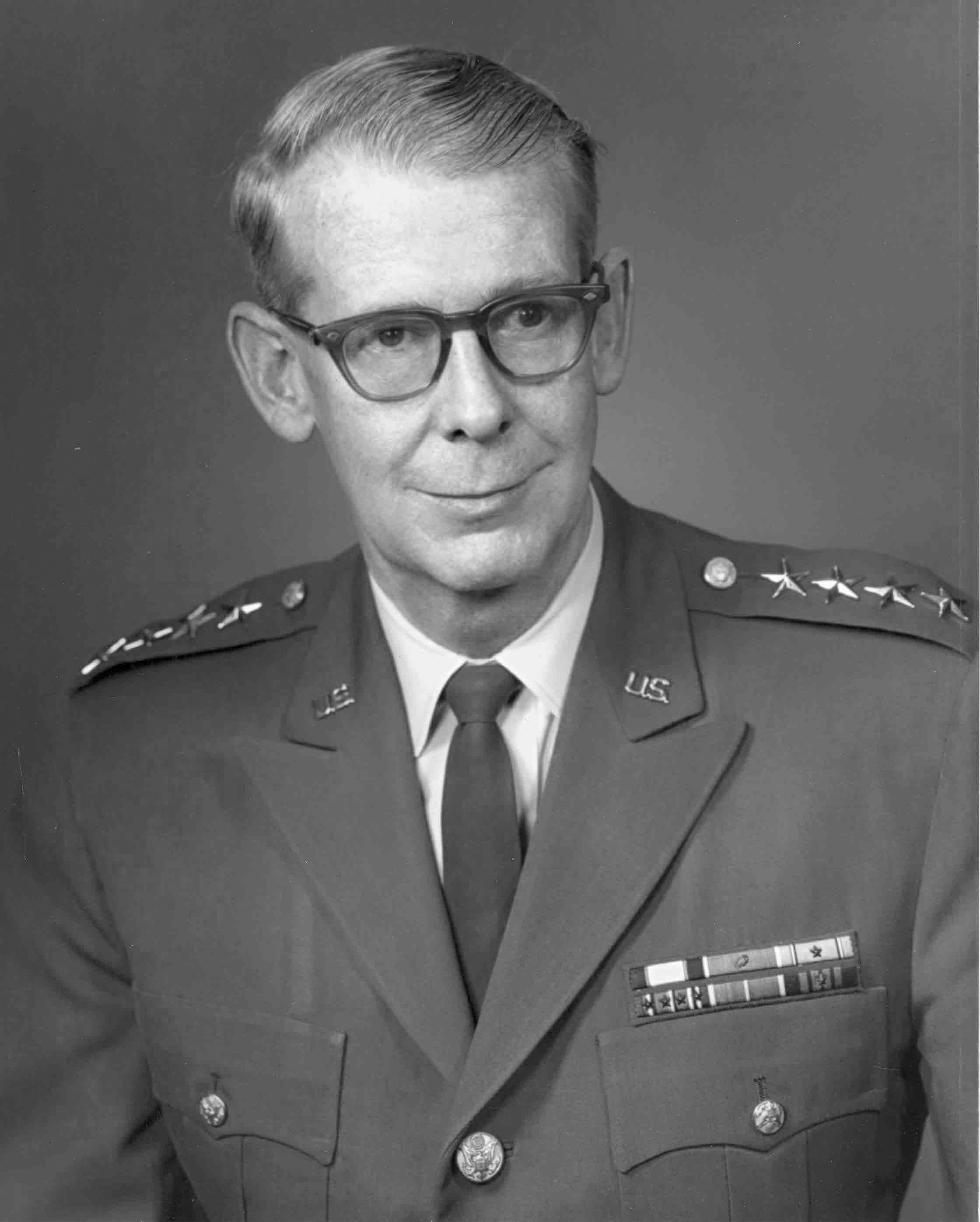
Il generale Charles H. Bonesteel, comandante dell'UNC dal 1966 al 1969

La struttura di comando delle forze militari alleate schierate nella Corea del Sud era per certi aspetti piuttosto peculiare. Il Comando delle Nazioni Unite in Corea (United Nations Command o UNC), guidato di diritto da un generale statunitense, era la suprema autorità di comando operativo di tutte le forze terrestri, aeree e navali schierate in Corea del Sud, rispondendo del suo operato solo davanti al Joint Chiefs of Staff (lo stato maggiore congiunto delle forze armate statunitensi). Alla guida di una vasta coalizione di forze militari straniere durante la guerra di Corea, nel 1966 l'UNC aveva un carattere di "comando alleato" piuttosto ridotto: salvo che per la presenza di una compagnia di fanteria dalla Thailandia e di alcuni distaccamenti con incarichi puramente cerimoniali, le truppe assegnate all'UNC provenivano unicamente dagli Stati Uniti e dalla stessa Corea del Sud. L'intero ammontare delle forze armate della Corea del Sud (Daehanminguk Gukgun) era in effetti formalmente subordinato al comando operativo dell'UNC: questa disposizione era stata sancita durante la guerra di Corea e doveva rimanere in vita solo per il periodo del conflitto, ma poiché l'armistizio di Panmunjeom non si era tradotto in alcun trattato di pace tra le due Coree lo stato di belligeranza era ancora formalmente in vigore nel 1966, rendendo la posizione del generale statunitense al comando dell'UNC piuttosto unica nel suo genere. Subordinato all'UNC era poi il comando generale delle forze statunitensi in Corea del Sud (United States Forces Korea o USFK), a sua volta suddiviso in tre comandi separati per le forze di terra (Eighth United States Army), aeree (U.S. Air Forces Korea) e navali (U.S. Naval Forces Korea); fuori dal comando dell'UNC erano invece le forze assegnate al controllo degli spazi aerei e marittimi attorno alla Corea, rappresentate rispettivamente dalla Seventh Air Force e dalla United States Seventh Fleet: di base principalmente in Giappone, queste forze erano tuttavia pronte ad assistere l'UNC in caso di conflitto su vasta scala. Per semplificare questa catena di comando piuttosto complessa, le posizioni di comandante dell'UNC, comandante delle USFK e comandante dell'Eighth Army erano ricoperte dalla stessa persona, che dal settembre 1966 era il generale Charles H. Bonesteel III.
La grande maggioranza delle truppe statunitensi in Corea era concentrata nei reparti terrestri dell'Eighth Army (50 000 effettivi nel 1966), mentre le unità aeree (5 000 effettivi) e navali (500 effettivi) erano molto più piccole. La Eighth Army aveva due principali unità operative, la 2nd Infantry Division (2ID) schierata lungo la zona demilitarizzata e la 7th Infantry Division (7ID) in riserva nelle retrovie; le due divisioni erano assegnate al I Corps, un comando congiunto statunitense-sudcoreano responsabile del presidio del tratto occidentale della zona demilitarizzata e degli approcci alla capitale Seul. Con la guerra del Vietnam in pieno svolgimento, le esigenze delle forze statunitensi in Corea erano piuttosto in basso nella scala delle priorità: entrambe le divisioni erano a effettivi ridotti e mancavano di intere unità normalmente assegnate al loro organico; molti degli uomini loro assegnati provenivano dai programmi volti a rieducare i giovani disadattati, spesso poco entusiasti della vita militare. Per rimpinguare i ranghi era stato mantenuto in vita il programma KATUSA (Korean Augmentation to U.S. Army), varato durante la guerra e volto a integrare soldati sudcoreani all'interno delle unità statunitensi: l'idea era quella di dotare i reparti di personale esperto del luogo e contemporaneamente fornire migliore addestramento ai militari sudcoreani, ma in generale il programma funzionava male a causa della carenza di sudcoreani dotati di sufficienti conoscenze della lingua inglese o delle moderne tecnologie meccaniche. Come in Vietnam, anche in Corea gli statunitensi facevano ruotare il personale come singoli individui e non come intere unità, generalmente su turni della durata di tredici mesi: se questo garantiva una presenza costante di veterani nelle singole unità, dall'altro rendeva impossibile creare reparti coesi con uomini abituati a lavorare insieme.
Le dotazioni erano un altro problema: i reparti statunitensi portavano come principale arma individuale non il moderno fucile d'assalto M16 (da poco entrato in servizio e destinato per il momento solo alle unità in Vietnam) ma il più arretrato fucile M14; i reparti corazzati (dotati di circa 200 carri armati) schieravano le più vecchie versioni del carro M48 Patton con motore a benzina, invece dei più nuovi modelli con motore Diesel. Cosa più grave, i reparti aerei avevano una componente elicotteristica piuttosto ridotta (58 mezzi nel 1966), composta principalmente da apparecchi biposto da ricognizione Hiller OH-23 Raven: in Corea erano schierati solo quattro o cinque moderni elicotteri da trasporto truppe Bell UH-1 Iroquois, che in Vietnam si erano rivelati invece come macchine essenziali nelle operazioni di controinsorgenza e inseguimento del nemico sul terreno difficile.

### Corea del Sud

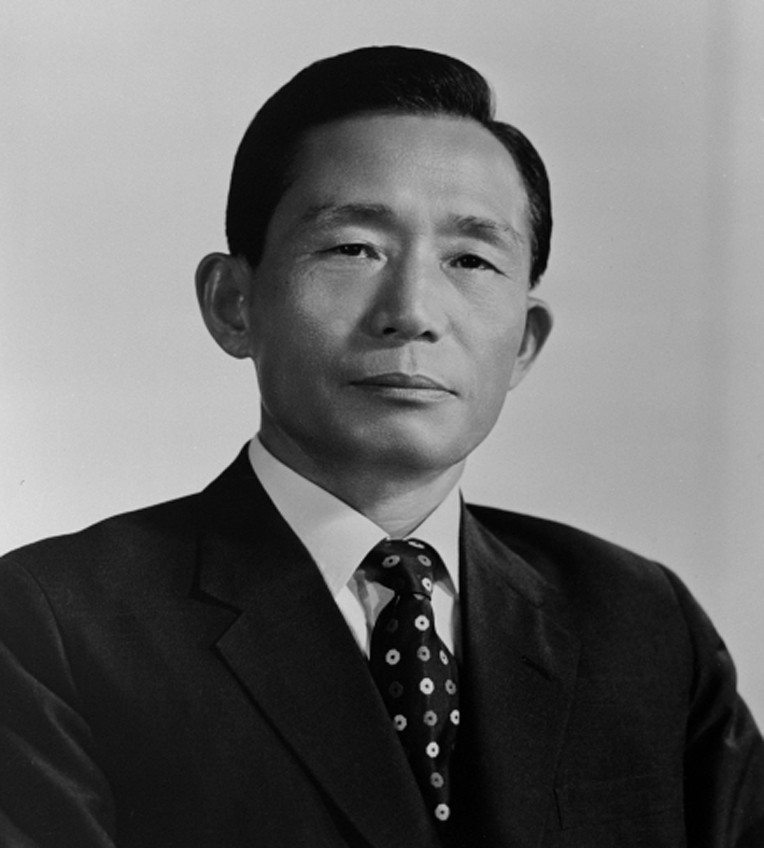
Park Chung-hee, presidente della Corea del Sud dal 1962 al 1979

L'Esercito della Corea del Sud (Daehanminguk Yuk-gun) rappresentava la componente principale delle forze armate regolari del paese, schierando nel 1966 un totale di 600 000 effettivi in armi suddivisi tra diciotto divisioni di fanteria in servizio regolare, altre dieci divisioni di riserva mobilitabili in caso di guerra e alcune brigate autonome; normalmente, nove divisioni regolari presidiavano il lato sudcoreano della zona demilitarizzata riunite nel comando della Prima Armata, mentre la Seconda Armata controllava le altre nove divisioni regolari schierate in riserva nelle retrovie. Le unità sudcoreane erano a pieno organico e dotate di soldati generalmente bene addestrati e altamente motivati, per quanto il corpo ufficiali fosse troppo dogmatico nell'applicare gli insegnamenti dei loro istruttori statunitensi e mancasse di elasticità nell'attuare i piani concordati. Fin dal 1949 ufficiali statunitensi erano stati inseriti nei ranghi delle unità sudcoreane in qualità di consiglieri e assistenti militari, ma dal 1964 avevano iniziato a trasferire buona parte delle loro responsabilità in fatto di addestramento e pianificazione giornaliera dei reparti agli ufficiali sudcoreani: tale transizione era ancora in corso nel 1966, e molti comandanti sudcoreani non si sentivano ancora sufficientemente sicuri nella loro nuova autonomia. Le dotazioni erano un problema grave, e gran parte dell'Esercito tirava avanti con residuati statunitensi della guerra di Corea o della seconda guerra mondiale: ad esempio, l'arma standard della fanteria sudcoreana era il fucile M1 Garand, affidabile ma arretrato di una generazione rispetto all'M14 dei reparti statunitensi e di due generazioni rispetto al fucile d'assalto AK-47 usato dai nordcoreani. Il parco mezzi comprendeva circa 450 carri armati e 600 veicoli a motore, oltre a 1 900 pezzi d'artiglieria.
L'Aviazione militare sudcoreana (Daehan Minguk Gonggun) era ancora una forza piccola e inferiore alla sua controparte nordcoreana, annoverando nel 1966 28 000 effettivi con 200 velivoli da combattimento; la componente elicotteritisca era praticamente inesistente, annoverando solo sette macchine. Più consistente e significativa era la Marina militare (Daehanminguk Haegun), che schierava 17 450 effettivi oltre a 30 050 membri del corpo dei marine sudcoreano (Daehanminguk Haebyeongdae); le dotazioni comprendevano sette tra cacciatorpediniere e fregate e una trentina di imbarcazioni da combattimento leggere. Cosa più grave considerando la natura dell'imminente conflitto, nel 1966 le forze armate sudcoreane non avevano alcun sistema di milizia popolare per la difesa territoriale, destinata alla protezione delle retrovie e dei villaggi rurali. A dispetto di una certa esperienza passata nel contrasto degli insorti comunisti interni negli anni della guerra di Corea, le forze armate non avevano alcuna specifica unità destinata alla controguerriglia, schierando solo circa 1 000 effettivi delle unità speciali dell'Esercito e alcuni contingenti ad hoc delle forze di polizia; il Corpo controspionaggio dell'Esercito, la polizia e il Servizio di Intelligence Nazionale della Corea del Sud erano attivi nella ricerca di infiltrati e spie nordcoreane penetrate nel paese, ma senza alcun coordinamento superiore.

## Il conflitto

### Primi scontri

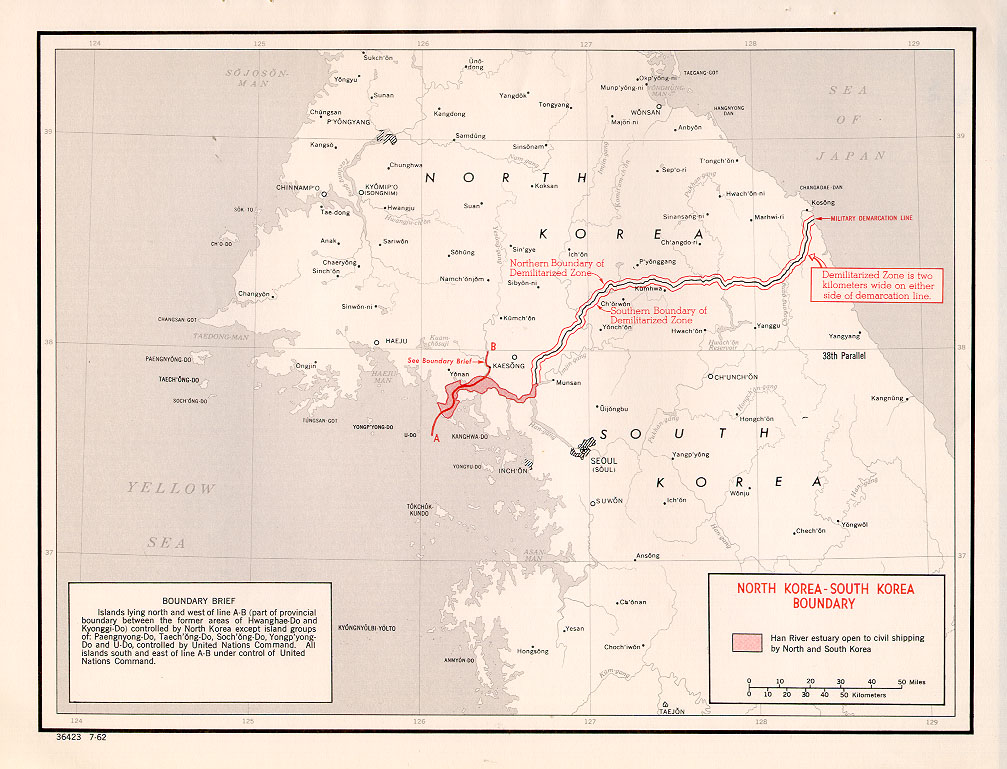
Carta della Corea con indicata la zona demilitarizzata: in rosso il limite settentrionale e meridionale della ZDC, in blu la linea di demarcazione militare

Lascito dell'accordo di armistizio, la zona demilitarizzata coreana (ZDC) corre con andamento sinuoso da sud-ovest a nord-est, da costa a costa della penisola, per una lunghezza complessiva di 242 chilometri; la zona si estende in larghezza per due chilometri sia a nord che a sud dalla linea di demarcazione militare coreana, ovvero la linea del fronte esistente al momento della stipula dell'armistizio. Nella sezione occidentale della zona, nei pressi del villaggio di Panmunjeom, si trova l'Area di sicurezza congiunta: una zona neutrale appositamente demarcata dove le delegazioni delle due parti si possono incontrare per trattare; attorno all'area di sicurezza hanno inoltre sede le delegazioni di osservatori stranieri designati dalle parti per sorvegliare sull'applicazione degli accordi. I movimenti all'interno della zona sono disciplinati in dettaglio dall'accordo di armistizio: entrambe le parti mantengono l'autorità civile sulla loro metà della zona a nord o sud della linea di demarcazione, e possono inviarvi pattuglie di sorveglianza per non più di 1 000 uomini presenti in un dato momento; è vietato inserire nella zona armi pesanti dotate di equipaggio, veicoli corazzati e artiglieria.
Il trattato autorizza entrambe le parti a realizzare una catena di postazioni d'avvistamento fisse all'interno della loro metà della zona, ma senza la possibilità di fortificarle; nel 1966 quest'ultimo punto era però osservato in maniera più rigorosa dalle truppe dell'UNC che da quelle nordcoreane, anche in ragione di una diversa funzione attribuita alla zona. Per statunitensi e sudcoreani, infatti, la ZDC serviva solo come area di primo allarme per scongiurare un'invasione a sorpresa su vasta scala, e pertanto gli avamposti lì collocati fungevano solo da punti di avvistamento; i nordcoreani integrarono invece i loro osservatori all'interno della zona nel loro sistema difensivo di confine, pertanto gli avamposti erano stati illecitamente fortificati e dotati di armi pesanti come mitragliatrici, mortai e cannoni senza rinculo, oltre a essere dotati di guarnigioni che eccedevano i limiti di truppe previsti dall'armistizio. Di conseguenza, i movimenti di eventuali infiltrati che volessero recarsi da sud verso nord erano molto più rischiosi che quelli in senso opposto, e i nordcoreani godevano di basi sicure per le loro operazioni direttamente all'interno della ZDC. Entrambe le parti mantenevano comunque un esteso sistema di fortificazioni e apprestamenti difensivi lungo i limiti esterni della zona; la 2ID statunitense presidiava il settore politicamente più importante, il tratto della zona situato immediatamente a nord della capitale Seul, per una lunghezza di circa 30 chilometri, mentre il resto del lato meridionale era tenuto dai reparti sudcoreani.
La tensione lungo i confini delle due Coree era sempre elevata, ma prese lentamente a salire a partire dall'autunno del 1964 quando un numero insolitamente alto di agenti nordcoreani iniziò a infiltrarsi attraverso la zona demilitarizzata per raggiungere il sud; la maggior parte degli infiltrati apparteneva alle sezioni di propaganda del Partito del Lavoro o dell'ufficio politico dell'Esercito nordcoreano, e oltre che a contrastare le analoghe azioni di propaganda dei sudcoreani il loro compito era anche quello di gettare le prime basi per l'organizzazione di un'insurrezione rivoluzionaria nel sud. Entro l'ottobre 1966 questi tentativi di infiltrazione avevano portato a scontri armati che avevano causato tre dozzine di perdite tra i soldati sudcoreani e alla morte di circa due dozzine di civili locali, presi in mezzo al fuoco incrociato o vittime di attentati terroristici; i sudcoreani riscontrarono anche un crescendo di attività nemica lungo le coste: nell'estuario del fiume Imjin, al limitare occidentale della zona demilitarizzata, fu avvistato un sommergibile tascabile nordcoreano, navi-spia di Pyongyang furono viste muoversi lungo la costa orientale della penisola e scontri a fuoco si verificarono in mare tra le opposte imbarcazioni di pattuglia. Questi primi scontri interessarono però solo i settori di frontiera presidiati dalle forze sudcoreane, mentre il settore tenuto dai reparti statunitensi rimase insolitamente tranquillo e privo di eventi. L'incremento dei tentativi di infiltrazione esasperava i sudcoreani, che all'inizio di ottobre 1966 lanciarono un'incursione di rappresaglia oltre il confine senza il permesso del comando dell'UNC; l'escalation stava portando a forti discussioni in seno agli alleati: gli statunitensi volevano evitare di aumentare ulteriormente la tensione e prevenire altre violazioni dell'armistizio, mentre i sudcoreani accusavano il comando del generale Bonesteel di scarsa considerazione per il tasso di perdite che stavano riportando.
Il 31 ottobre 1966 il presidente statunitense Lyndon B. Johnson arrivò a Seul con un vasto seguito per intraprendere un ciclo di incontri con il governo sudcoreano e i comandi militari locali; allarmato per lo stato di tensione che si respirava da mesi nella regione, Bonesteel ordinò un incremento dei pattugliamenti della zona demilitarizzata nel settore della 2ID. Nelle prime ore del 2 novembre, mentre Johnson e il suo seguito si trovavano ancora a Seul, una squadra nordcoreana appartenente probabilmente alla 17ª Brigata da ricognizione si infiltrò a sud della linea dell'armistizio e tese un'imboscata a una pattuglia statunitense di otto uomini, in movimento a un chilometro a sud del limite meridionale della zona demilitarizzata: a colpi di mitra e bombe a mano, i nordcoreani uccisero sei statunitensi e un sudcoreano dei KATUSA (il settimo militare statunitense sopravvisse perché si finse morto), infierirono sui corpi con le baionette e ripiegarono verso nord. Quasi nello stesso momento, un'altra squadra nordcoreana tese un'imboscata a una pattuglia sudcoreana in movimento nel settore di competenza della Prima armata: due soldati sudcoreani rimasero uccisi prima che i nordcoreani si sganciassero e ripiegassero verso nord.

### Ideare nuove tattiche

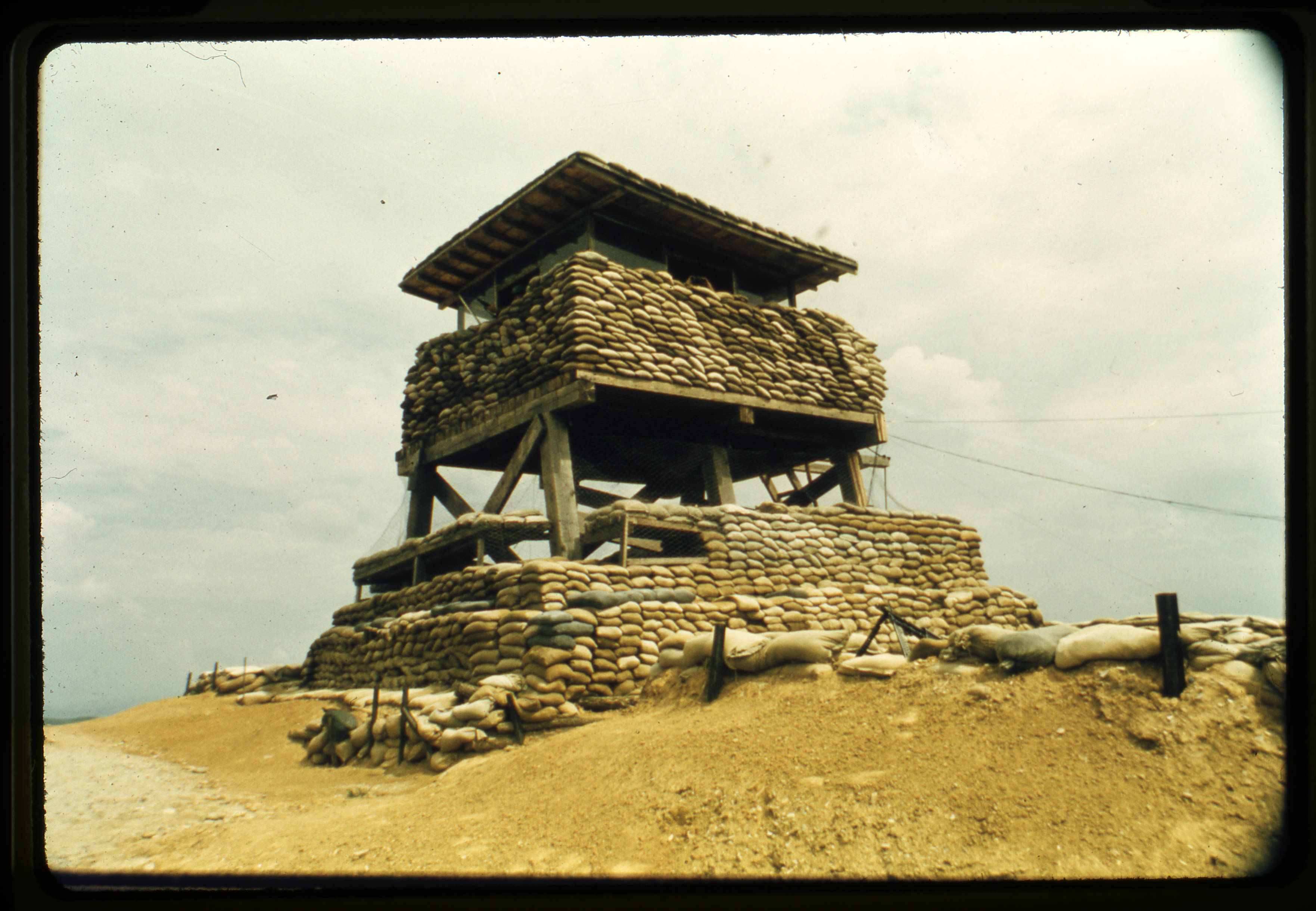
Un posto di guardia statunitense lungo la ZDC fotografato nell'agosto 1968

Bonesteel rimase impressionato da questo improvviso cambio del modo di comportarsi delle forze nordcoreane, venendo ulteriormente impensierito dall'analisi dei più recenti discorsi di Kim Il-sung ottenuti in modo o nell'altro dall'intelligence statunitense. Il 6 novembre il generale riunì un gruppo di lavoro speciale tra il personale chiave del suo staff per analizzare la situazione e suggerire le tattiche da adottare; Bonesteel insistette molto perché nei lavori di pianificazione fosse affidato agli ufficiali sudcoreani il maggior numero possibile di responsabilità: un punto di svolta nell'alto comando dell'UNC, fino ad allora costantemente dominato dagli ufficiali statunitensi. I lavori di pianificazione degli alleati furono ostacolati dal fatto che i principali documenti operativi utilizzati dalle forze armate statunitensi nel 1966 dedicavano poco spazio al tema della guerra non convenzionale, e anche meno a quello della controguerriglia: l'approccio adottato nel mentre in Vietnam, che sostanzialmente prevedeva di impiegare nella lotta agli insorti locali le tattiche convenzionali riadattate in qualche modo alle circostanze del posto, non era fattibile in Corea perché rischiava di innescare un nuovo conflitto su vasta scala con la Corea del Nord, scenario improponibile per gli Stati Uniti per via del concomitante conflitto vietnamita; il gruppo di lavoro di Bonesteel ricevette quindi il compito di ideare una nuova dottrina operativa tagliata su misura per la situazione in Corea.
Il primo studio preliminare, pubblicato dal gruppo di lavoro nel gennaio 1967, indicava tre missioni fondamentali assegnate alle forze dell'UNC: prevenire le infiltrazioni via terra attraverso la zona demilitarizzata; prevenire le infiltrazioni via mare lungo la costa; condurre operazioni di controguerriglia nelle regioni interne della Corea del Sud. Le tattiche anti-infiltrazione ponevano l'accento sulla necessità di scovare il nemico, ritardarne i movimenti e infine neutralizzarlo; nel caso del contrasto alle infiltrazioni via terra attraverso la zona demilitarizzata, questo doveva essere realizzato attraverso l'implementazione di quattro misure: pattuglie e posti di osservazione dentro la zona demilitarizzata, una nuova barriera anti-infiltrati posta subito dopo il limite meridionale della zona, e forze di reazione rapida per inseguire il nemico. Dopo l'armistizio gli statunitensi avevano guardato ai pattugliamenti nel loro settore della zona in modo superficiale, più come un pro-forma che come un compito di una qualche utilità militare, ma con il crescere della tensione questo atteggiamento cambiò: ogni compagnia schierata lungo la ZDC doveva tenere in ogni momento almeno una pattuglia nella zona stessa, aumentandone il numero nelle ore di buio e nei periodi di maggior tensione militare; le pattuglie dovevano operare su turni di ventiquattr'ore, usando le ore di luce per compiere ricognizioni e quelle di buio per appostarsi in imboscata lungo le zone di transito più probabili. La composizione delle pattuglie, come pure orari di uscita e percorsi, veniva fatta cambiare di frequente al fine di confondere il nemico; la dimensione poteva variare da una piccola forza ad hoc a un intero plotone. Similmente, il sistema di posti d'avvistamento dentro la zona venne rinforzato: contravvenendo alle disposizioni dell'armistizio, i posti stessi furono fortificati con sacchi di sabbia e trincee, nonché dotati di armi pesanti come mitragliatrici e cannoni senza rinculo oltre che di nuovi apparati per la visione notturna, riflettori da ricerca e bengala. Grandi abbastanza da ospitare una squadra o un plotone, i quali si alternavano su turni compresi tra i sette e i dieci giorni, le postazioni dovevano servire da punti d'avvistamento statici e basi di fuoco per supportare le pattuglie ingaggiate in combattimento.

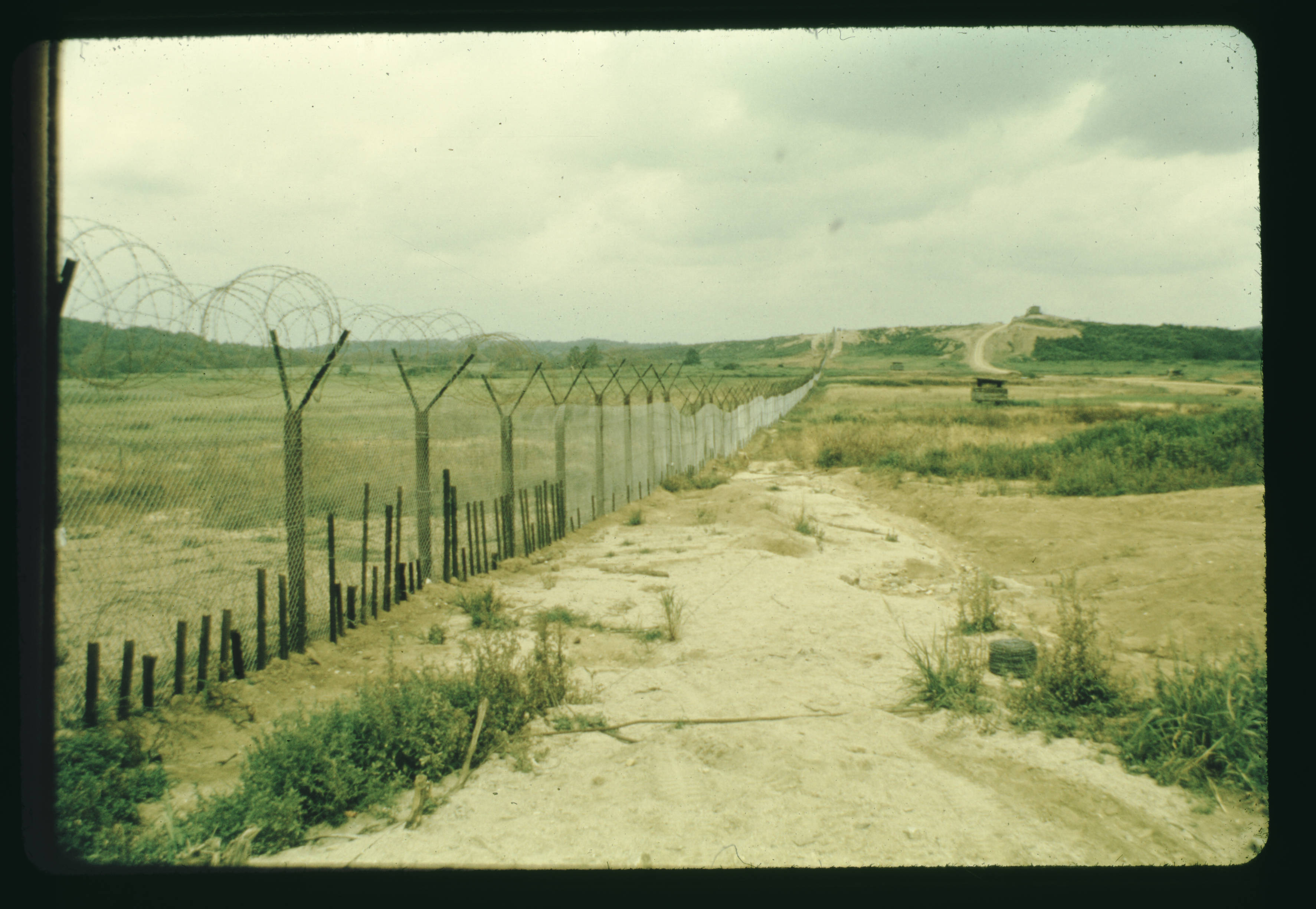
Una veduta della rete anti-infiltrati lungo il lato meridionale della ZDC

Bonesteel si procurò un finanziamento di 30 milioni di dollari dall'U.S. Army Combat Development Command per sviluppare una "barriera anti-infiltrati" da collocare a sud della zona demilitarizzata; tra il luglio e il settembre 1967 due sezioni "sperimentali" della barriera furono realizzate nei settori tenuti dalla 2ID statunitense e dalla 21ª Divisione fanteria sudcoreana. La barriera si incentrava su una recinzione in maglie di metallo alta tre metri, sormontata da una tripla concertina di filo spinato e sorretta da picchetti in acciaio; parallelo al lato della rete rivolto verso la Corea del Sud si stendeva uno stretto sentiero ricoperto di sabbia, il cui scopo era quello di rivelare le impronte lasciate da eventuali infiltrati che avessero superato la rete. Oltre la striscia di sabbia si stendeva un'area di terreno aperto larga circa 120 metri, tenuta sempre sgombra dalla vegetazione tramite periodiche campagne di ripulitura: questa era un'area di fuoco libero, coperta da una serie di postazioni di mitragliatrici e zone preregistrate per il fuoco di artiglieria, e riempita di campi di mine e trappole esplosive. La zona di tiro era sorvegliata giorno e notte tramite una serie di torri d'avvistamento poste a intervalli regolari, nonché da pattuglie da ricognizione che si spostavano tramite apposite strade e punti d'atterraggio per gli elicotteri. Come con la "Linea McNamara" in Vietnam, anche in Corea vennero sperimentati vari dispositivi tecnologici di nuova ideazione per rinforzare le difese: questi andavano da visori notturni e apparati di illuminazione di nuova generazione (rivelatisi come molto efficaci), a reti elettrificate (funzionali, ma troppo costose per essere implementate su larga scala) e sensori elettronici acustici e sismici per rilevare i movimenti delle persone (rivelatisi un fallimento a causa dei troppi falsi allarmi che generavano). Nel loro settore i sudcoreani piantarono lungo la rete un ceppo ibrido di grano saraceno di colore molto chiaro: questo creava uno sfondo bianco su cui i movimenti di eventuali infiltrati risaltavano, consentendo il loro avvistamento a una distanza tripla rispetto al terreno normale.
La rete di sbarramento attirò varie critiche e ironie per la sua apparente inutilità nell'impedire gli attraversamenti nemici (l'intelligence alleata stimò che ai sabotatori nordcoreani occorressero non più di trenta-quaranta secondi per aprire un varco nella rete), ma in effetti la sua funzione non era mai stata quella di sbarrare la via al nemico: i nordcoreani potevano superare la barriera in qualsiasi momento, ma non senza lasciare tracce evidenti e mettere in allarme le forze alleate. Una volta individuato il nemico, il compito di chiudere su di esso spettava alle forze di reazione rapida degli alleati: contingenti di fanteria meccanizzata, cavalleria corazzata o truppe elitrasportate tenuti costantemente pronti a muovere al primo segno di allarme. La consistenza delle forze di reazione rapida poteva variare, ma ogni divisione aveva almeno un battaglione tenuto pronto allo scopo; la 2ID creò una compagnia apposita composta di soli KATUSA per rinforzare le sue unità di reazione rapida. Nessuna delle misure implementate poteva impedire del tutto la penetrazione degli infiltrati in territorio sudcoreano, ma la somma dei vari elementi creò un effetto sinergico che ostacolò notevolmente le operazioni del nemico: i nordcoreani avevano trovato impegnativa ma possibile la penetrazione attraverso la vecchia rete di osservazione alleata nella zona demilitarizzata, ma le nuove difese rendevano ora l'attraversamento molto più pericoloso che in passato; e tutto questo venne ottenuto a un costo monetario abbastanza ridotto e senza praticamente alterare lo schieramento delle forze alleate in Corea.
La consistenza estremamente ridotta del contingente navale statunitense assegnato alla Corea, e la destinazione del grosso delle U.S. Air Forces Korea al primario ruolo di prevenire e contrastare attacchi aerei in massa dal nord, obbligavano Bonesteel a fare affidamento principalmente sulle forze sudcoreane per presidiare le frastagliate coste della penisola. Le autorità di Seul organizzarono un corpo di 200 000 guardacoste, disarmati e coordinati dalla polizia nazionale, per la sorveglianza costiera locale: vi erano poche possibilità che questi uomini potessero scorgere gli incursori nordcoreani mentre sbarcavano, ma erano comunque in grado di rilevare le tracce del loro passaggio e mettere in allerta le forze alleate. Quanto a dare la caccia agli insorti penetrati nelle regioni dell'interno, Bonesteel riaffermò la linea politica seguita fin dal 1950 secondo cui le forze statunitensi dovevano concentrarsi unicamente sulla difesa dei confini nazionali, lasciando le operazioni di sicurezza interna all'esclusiva competenza delle forze sudcoreane: questo anche per garantire l'autorità di Seul nelle sue questioni domestiche ed evitare accuse di sottomissione agli Stati Uniti. La mancanza di coordinazione tra le varie agenzie coinvolte nella controguerriglia (l'esercito, la polizia e i vari servizi d'intelligence) rappresentava il principale ostacolo alla condotta delle operazioni, ma a ciò si pose rimedio verso la fine del 1967 quando il presidente Park creò un "consiglio nazionale di coordinamento" per ridurre le frizioni tra i vari comandi coinvolti; furono poi emanati documenti per chiarire la catena di comando e le responsabilità di fronte ai vari tipi di incidenti che si potevano verificare, dalla scoperta di singoli infiltrati fino allo scoppio di rivolte provinciali. Park autorizzò anche la creazione di otto (poi dieci) battaglioni dell'Esercito addestrati appositamente alla controguerriglia, nonché il potenziamento delle forze controinsurrezionali della polizia; gli statunitensi fornirono un certo appoggio sotto forma di piccoli contingenti di specialisti delle United States Army Special Forces in qualità di consulenti, nonché di elicotteri per il trasporto truppe. Il presidente sudcoreano si oppose comunque alla proposta di armare la popolazione civile per creare una milizia popolare per la difesa territoriale: una misura considerata come troppo pericolosa per la tenuta del suo regime dittatoriale.

### Escalation

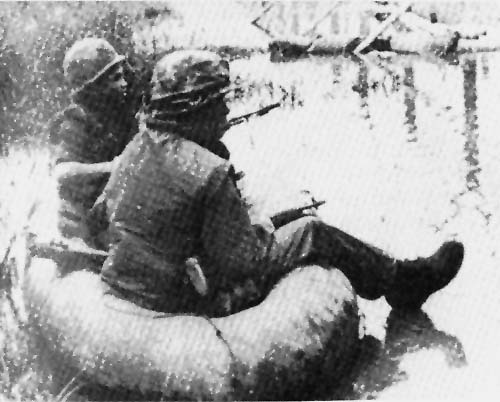
Un soldato sudcoreano e uno statunitense ripresi lungo la ZDC nell'agosto 1967

Le operazioni del conflitto conobbero un andamento stagionale, visto che neanche le più addestrate forze speciali erano in grado di muovere e operare nell'entroterra montuoso della Corea durante la stagione invernale (dicembre-febbraio). Dopo il primo attentato contro gli statunitensi nel novembre 1966, gli ultimi giorni dell'anno e i primi mesi del 1967 furono caratterizzati da un basso livello di attività militari, anche se gli incidenti sanguinosi non mancarono: il 19 gennaio il pattugliatore Tang Po della Marina sudcoreana venne colpito e affondato dall'artiglieria nordcoreana lungo la costa orientale mentre era in navigazione a settentrione della linea di demarcazione; le forze sudcoreane replicarono in aprile, quando forze navali e aeree mandarono a fondo una nave-spia nordcoreana sorpresa nelle acque della Corea del Sud. Le unità statunitensi furono coinvolte in un nuovo fatto di sangue il 12 febbraio, quando un'imboscata nordcoreana a una pattuglia della 2ID a sud della zona demilitarizzata causò la morte di un soldato statunitense, ma il ritmo degli incidenti incrementò con l'arrivo della bella stagione: il 5 aprile un posto di guardia statunitense ingaggiò una sparatoria con un gruppo di infiltrati sorpreso a sud della zona demilitarizzata, uccidendo cinque soldati nordcoreani; il 29 aprile fu poi la volta di una pattuglia statunitense di tendere un'imboscata a un gruppo di incursori sempre a sud della linea di demarcazione, uccidendo un soldato nordcoreano, ferendone un secondo e catturandone un terzo.
Il ritmo delle incursioni stava incrementando anche nei settori della zona presidiati dalle truppe di Seul, e il 12 aprile i sudcoreani impiegarono il fuoco dei cannoni per disperdere un gruppo di nordcoreani sorpreso in movimento attraverso la ZDC: l'incidente rappresentò il primo uso dell'artiglieria pesante da parte delle forze alleate dalla stipula dell'armistizio nel 1953. Bonesteel aveva recentemente modificato le regole di ingaggio per consentire ai comandanti statunitensi e sudcoreani di chiamare il fuoco dei cannoni e dei mortai non solo su gruppi nemici sorpresi all'interno del settore meridionale della zona demilitarizzata, ma anche contro truppe nordcoreane che avessero fatto fuoco dal loro lato della linea di demarcazione. Il generale stesso raccomandò comunque un uso parsimonioso dell'artiglieria pesante, e per tutta la durata del conflitto solo in tre occasioni le forze alleate ne fecero ricorso all'interno della ZDC: pesarono la necessità di evitare un'escalation del conflitto verso una guerra convenzionale e di non causare vittime civili tra la popolazione sudcoreana che viveva in prossimità della zona, ma anche l'evidente sproporzione di impiegare l'artiglieria per fronteggiare piccoli gruppi di infiltrati armati alla leggera. Andando contro la pratica abituale delle forze statunitensi, che prevedeva di impiegare in azione il fuoco a lunga gittata piuttosto che mettere in pericolo la vita dei propri soldati in scontri ravvicinati, Bonesteel accettò il rischio di subire maggiori perdite umane pur di dare una risposta proporzionata alla minaccia in corso che non esacerbasse la tensione più del necessario.
Il 1967 si rivelò un anno sanguinoso: in svariate azioni lungo tutto l'arco dell'anno, le forze statunitensi riportarono 16 morti e più di 50 feriti lungo i confini della zona demilitarizzata, mentre le perdite tra i reparti militari sudcoreani ammontarono a più di 100 morti e 200 feriti; anche 75 civili sudcoreani furono uccisi o feriti in scontri avvenuti nei pressi dei loro villaggi. Si verificarono diversi gravi incidenti: il 22 maggio una bomba distrusse una caserma statunitense uccidendo due soldati e ferendone altri diciassette; il 16 luglio un posto di guardia della 2ID a sud della ZDC fu attaccato dai nordcoreani con la morte di tre soldati e il ferimento di altri due; il 10 agosto un gruppo di genieri della 7ID al lavoro bene a sud della zona demilitarizzata cadde in un'imboscata subendo tre morti e sedici feriti; il 28 agosto un'azione simile coinvolse un'altra squadra da costruzione dell'Eighth Army, al lavoro nei pressi dell'Area di sicurezza congiunta di Panmunjeom, la quale riportò quattro morti (due statunitensi e due KATUSA) e venticinque feriti (quattordici statunitensi, nove KATUSA e tre civili); il 29 agosto una mina distrusse una jeep in movimento a sud della zona demilitarizzata uccidendo tre soldati statunitensi e ferendone altri cinque.

### L'attacco alla Casa Blu e la cattura dellaPueblo

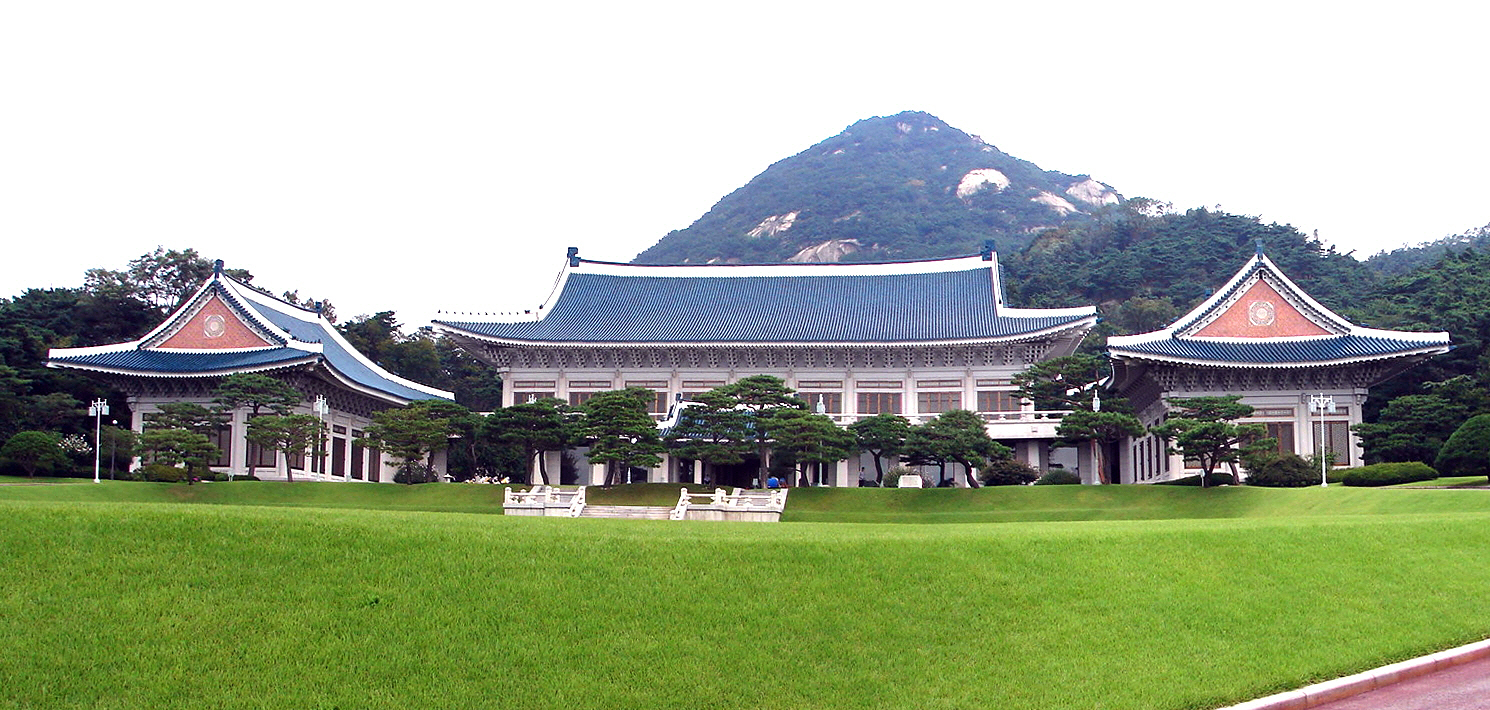
Parte del complesso della "Casa Blu" (Cheongwadae) a Seul fotografato nel 2010

Questo susseguirsi di azioni sanguinose causava sconcerto nei governi alleati, ma non generò nessuna incrinatura nell'alleanza tra Stati Uniti e Corea del Sud: i vertici militari delle due nazioni avevano anzi rafforzato la loro cooperazione e avviato lo sviluppo di efficaci sistemi di contrasto alla guerriglia. Allo stesso tempo, non si scorgeva alcun segnale di un'imminente sollevazione popolare in Corea del Sud: la popolazione sudcoreana era rimasta, nella migliore delle ipotesi, apatica verso le azioni degli incursori nordcoreani, e molto più spesso si era mostrata estremamente ostile verso di loro. Più che dissuadere la dirigenza di Pyongyang dal continuare nella sua campagna di incursioni, questa situazione spinse invece Kim a ordinare l'attuazione, per il nuovo anno, di azioni ostili di maggiore gravità.
La notte del 17 gennaio 1968 una squadra di 31 uomini dell'Unità 124 nordcoreana forzò nottetempo la recinzione anti-infiltrati nel settore della 2ID statunitense; travestiti con uniformi dell'Esercito sudcoreano, gli incursori aggirarono i posti di guardia e penetrarono in direzione sud. Il loro obiettivo era di arrivare a Seul e assaltare la "Casa Blu", la sede ufficiale del governo della Corea del Sud, per assassinare lo stesso presidente Park: l'azione, secondo Pyongyang, avrebbe certamente paralizzato l'esecutivo sudcoreano e ispirato la rivolta armata della popolazione. Dopo aver superato le difese di frontiera, il 19 gennaio gli incursori si imbatterono in quattro civili al lavoro nei boschi della zona: invece di ucciderli i nordcoreani tentarono di indottrinarli, spiegando le ragioni della Corea del Nord e della loro lotta al punto da lasciarsi sfuggire alcuni dettagli della loro missione, per poi lasciarli liberi di andare; i taglialegna si recarono subito al più vicino posto di polizia, facendo scattare l'allarme generale. L'apparato di controguerriglia sudcoreano fu posto in stato di allerta, ma il 20 gennaio i nordcoreani riuscirono comunque a entrare a Seul frazionati in cellule di due o tre uomini l'una; dopo essersi raggruppati, gli incursori si diressero la mattina del 21 gennaio verso il loro obiettivo, superando diversi posti di controllo grazie alle uniformi sudcoreane che indossavano. Solo dopo che il commando fu arrivato a 800 metri dall'entrata della Casa Blu un contingente di poliziotti sudcoreani fermò i nordcoreani e li sottopose a un interrogatorio più approfondito. I nervosi incursori tradirono infine la loro identità, ingaggiando una sparatoria che causò la morte di un poliziotto sudcoreano e di due nordcoreani; gli altri incursori si dispersero in piccoli gruppi e tentarono di fuggire alla volta della zona demilitarizzata. Tanto le forze sudcoreane quanto quelle statunitensi furono mobilitate per un'operazione di caccia all'uomo su vasta scala, proseguita fino al 26 gennaio con esiti sanguinosi: in svariati scontri rimasero uccisi tre soldati statunitensi e altrettanti vennero feriti, mentre tra i sudcoreani si contarono 68 morti e 66 feriti, sia soldati e poliziotti che civili. Tutti gli incursori nordcoreani vennero uccisi tranne due: uno riuscì a riparare a nord della zona demilitarizzata, un altro fu catturato vivo dagli alleati.
L'eco del tentato attacco alla Casa Blu non si era ancora spento che un nuovo incidente rischiò di far precipitare la situazione. Il 23 gennaio unità navali nordcoreane intercettarono la nave-spia statunitense USS Pueblo, impegnata in una missione di sorveglianza elettronica al largo della costa orientale della Corea del Nord; a causa di una serie di disguidi burocratici la nave stava operando senza alcuna scorta, e nonostante avesse provato a fuggire fu ben presto attaccata da forze aeree e navali nordcoreane venendo obbligata a dirigere sul porto di Wŏnsan: un marinaio statunitense rimase ucciso mentre gli altri 82 membri dell'equipaggio caddero prigionieri dei nordcoreani. L'attacco alla Casa Blu e la cattura della Pueblo non potevano arrivare in un mese peggiore per la dirigenza statunitense, sottoposta a pressioni da ogni dove: il 20 gennaio le forze statunitensi assediate a Khe Sanh in Vietnam avevano dovuto affrontare una violenta offensiva dei nordvietnamiti; il 22 gennaio un bombardiere Boeing B-52 Stratofortress precipitò per incidente nei pressi della Base aerea Thule in Groenlandia, spargendo in mille pezzi le quattro bombe nucleari che trasportava e contaminando una vasta superficie; il 29 gennaio il presidente Johnson aveva dovuto annunciare un grosso incremento della tassazione per far fronte alle spese della guerra in Vietnam; nella notte tra il 30 e il 31 gennaio, infine, le forze comuniste avevano sferrato una vasta offensiva generale nel Vietnam del Sud, attaccando tutte le principali città tra cui la capitale Saigon dove incursori del Viet Cong penetrarono nel cortile dell'ambasciata degli Stati Uniti. Johnson stesso descrisse la situazione come un «continuo incubo».

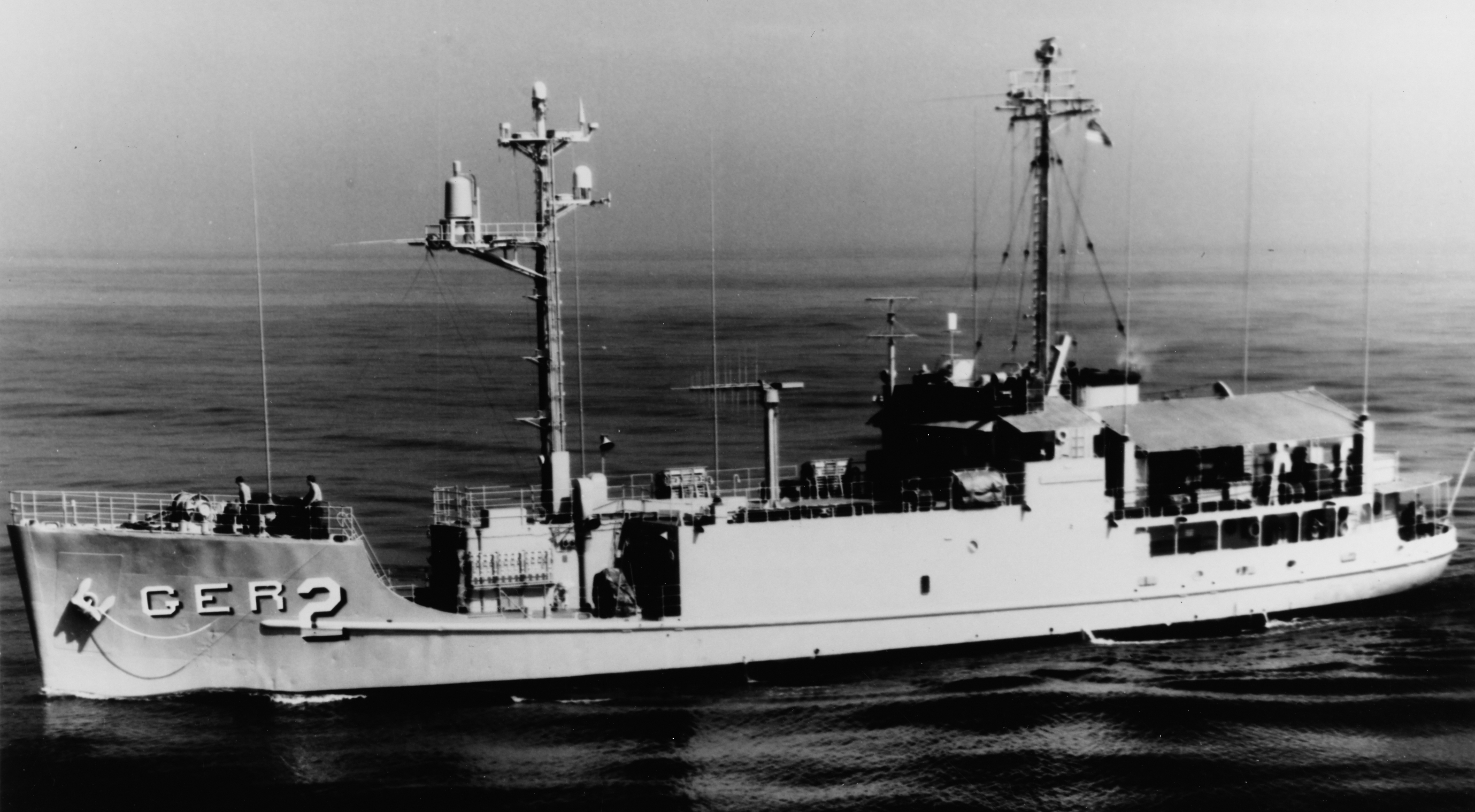
La USS Pueblo fotografata nell'ottobre 1967

La concomitanza tra le azioni dei nordcoreani e l'offensiva generale in Vietnam del Sud fece supporre, inizialmente, che Pyongyan e Hanoi stessero coordinando le loro operazioni per mettere sotto pressione la tenuta delle forze statunitensi schierate in Asia. Varie indagini dimostrarono infine che questa connessione non c'era: se l'attacco alla Casa Blu era palesemente un'azione progettata da tempo, non fu trovata alcuna evidenza che esso fosse stato coordinato con l'offensiva dei nordvietnamiti; anche la cattura della Pueblo venne ritenuta un'azione opportunistica dei nordcoreani, non dissimile da svariati incidenti occorsi in precedenza tra navi nordcoreane e sudcoreane, e che solo per coincidenza era avvenuto a ridosso degli altri eventi. Questo aiutò a stemperare la tensione in seno all'amministrazione statunitense e a spingere Johnson a trattare la questione della Pueblo per via diplomatica: il generale Bonesteel ricevette quindi ordine di avviare negoziati con i delegati nordcoreani presso la commissione d'armistizio di Panmunjeom (l'unico canale diplomatico diretto esistente tra Washington e Pyongyang) per ottenere il rilascio dei prigionieri statunitensi. L'apertura di tali negoziati però scatenò forti proteste in seno alla dirigenza di Seul, non consultata preventivamente in merito: secondo i sudcoreani, l'attacco alla Casa Blu dimostrava la portata della minaccia rappresentata dalla Corea del Nord, a cui gli Stati Uniti sembravano rispondere adottando una "politica di appeasement" nei confronti di Pyongyang; forti furono le voci negli ambienti politici e militari sudcoreani a favore del lancio di un attacco preventivo nei confronti della Corea del Nord, se necessario anche senza l'appoggio degli Stati Uniti. Le azioni dei nordcoreani stavano apparentemente causando quella frattura nei rapporti tra Washington e Seul che Kim aveva posto come obiettivo centrale della campagna.

### L'incremento delle forze degli alleati

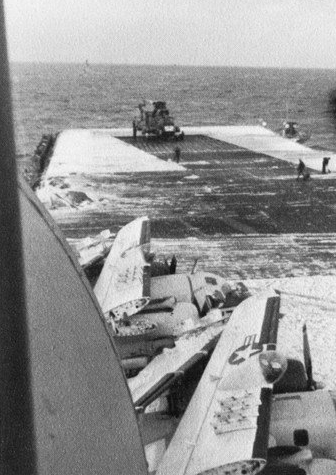
Il ponte della portaerei in navigazione al largo della Corea nel febbraio 1968

La necessità tanto di rassicurare gli alleati sudcoreani quanto di fare pressione sui nordcoreani spinse l'amministrazione Johnson ad adottare misure più energiche per affrontare la crisi in corso in Corea. Alla fine di gennaio il presidente autorizzò una parziale mobilitazione dei riservisti (la prima dalla crisi dei missili di Cuba del 1962), richiamando in servizio più di 14 700 membri del personale della riserva della United States Navy e della United States Air Force: il grosso di queste forze rimase dislocato in patria, ma 3 000 riservisti furono inviati in Corea. Sotto il nome in codice di operazione Combat Fox, più di 200 velivoli da combattimento dell'USAF vennero rischierati nelle basi in Corea del Sud entro il 1º febbraio, tra cui tre squadroni di moderni cacciabombardieri supersonici McDonnell Douglas F-4 Phantom II trasferiti in volo direttamente dagli Stati Uniti; sotto il nome in codice di operazione Formation Star, invece, la US Navy dislocò nelle acque attorno alla Corea un gruppo di trentacinque unità navali da combattimento di grosso tonnellaggio, tra cui sei portaerei con circa 400 velivoli a bordo. Con più di 600 nuovi aviogetti da combattimento statunitensi dislocati in Corea, l'idea stessa di un'invasione convenzionale da parte dei nordcoreani era tramontata ancor prima di poter nascere, il che tranquillizzava la dirigenza sudcoreana. Per rasserenare ulteriormente il clima, il 10 febbraio Johnson inviò a Seul il diplomatico di lungo corso Cyrus Vance come suo portavoce speciale: accolto inizialmente con una certa ruvidezza dal presidente Park, Vance riuscì infine ad allontanare qualsiasi idea di un attacco preventivo dei sudcoreani alla Corea del Nord, anche grazie alla promessa di un imminente stanziamento a favore di Seul di aiuti militari per un valore di 100 milioni di dollari. La crisi politica tra i due alleati rientrò poi del tutto il 17 aprile, quando Park e Johnson si incontrarono personalmente in un vertice a Honolulu per coordinare le loro strategie.
Bonesteel sfruttò la crisi generata dai fatti della Casa Blu e della Pueblo per attirate maggiore attenzione sul conflitto in corso ai confini della Corea del Sud, e ottenere così le risorse necessarie a migliorare le attività di controguerriglia degli alleati. Fin dall'armistizio i reparti statunitensi nelle basi in Corea ricevevano il trattamento economico normalmente concesso in tempo di pace alle unità dislocate negli stessi Stati Uniti, ma il 1º aprile 1968 il Dipartimento della difesa autorizzò per tutti i soldati schierati lungo la zona demilitarizzata a nord del fiume Imjin (il settore più esposto alle infiltrazioni dei nordcoreani) la concessione della paga del tempo di guerra e degli altri benefici riconosciuti alle truppe presenti in zona di combattimento: la misura era simbolica, ma testimoniava il riconoscimento da parte degli Stati Uniti della gravità del conflitto in corso in Corea e di una maggiore vicinanza agli alleati sudcoreani. Più concretamente, il 1º giugno il Congresso degli Stati Uniti approvò lo stanziamento di 230 milioni di dollari per migliorare le dotazioni e le capacità di combattimento delle forze dell'UNC, in aggiunta ai 100 milioni già promessi alle sole forze sudcoreane; questi finanziamenti consentirono di implementare il programma di costruzione della rete e delle difese anti-intrusione oltre i settori "sperimentali" già realizzati, e per il 30 luglio la rete era arrivata a coprire l'intera lunghezza del settore sudcoreano della zona demilitarizzata. Tra le altre misure adottate, furono inviate ai reparti statunitensi in Corea alcune unità cinofile specializzate nella ricerca di persone per aiutare a inseguire gli infiltrati penetrati oltre la zona demilitarizzata, nonché alcune centinaia di moderni fucili d'assalto M16 che consentirono loro di affrontare alla pari come potenza di fuoco le pattuglie nordcoreane; furono inoltre inviati distaccamenti aggiuntivi di forze speciali addestrati alla controguerriglia, ma l'aggiunta più importante fu quella di un plotone di sei elicotteri UH-1, raddoppiando la capacità di elitrasporto degli alleati: l'UNC aveva ora abbastanza elicotteri per tenere una forza di reazione rapida elitrasportata in stato di allerta permanente alla base, mentre alcune macchine venivano distaccate per essere inviate in altre missioni.

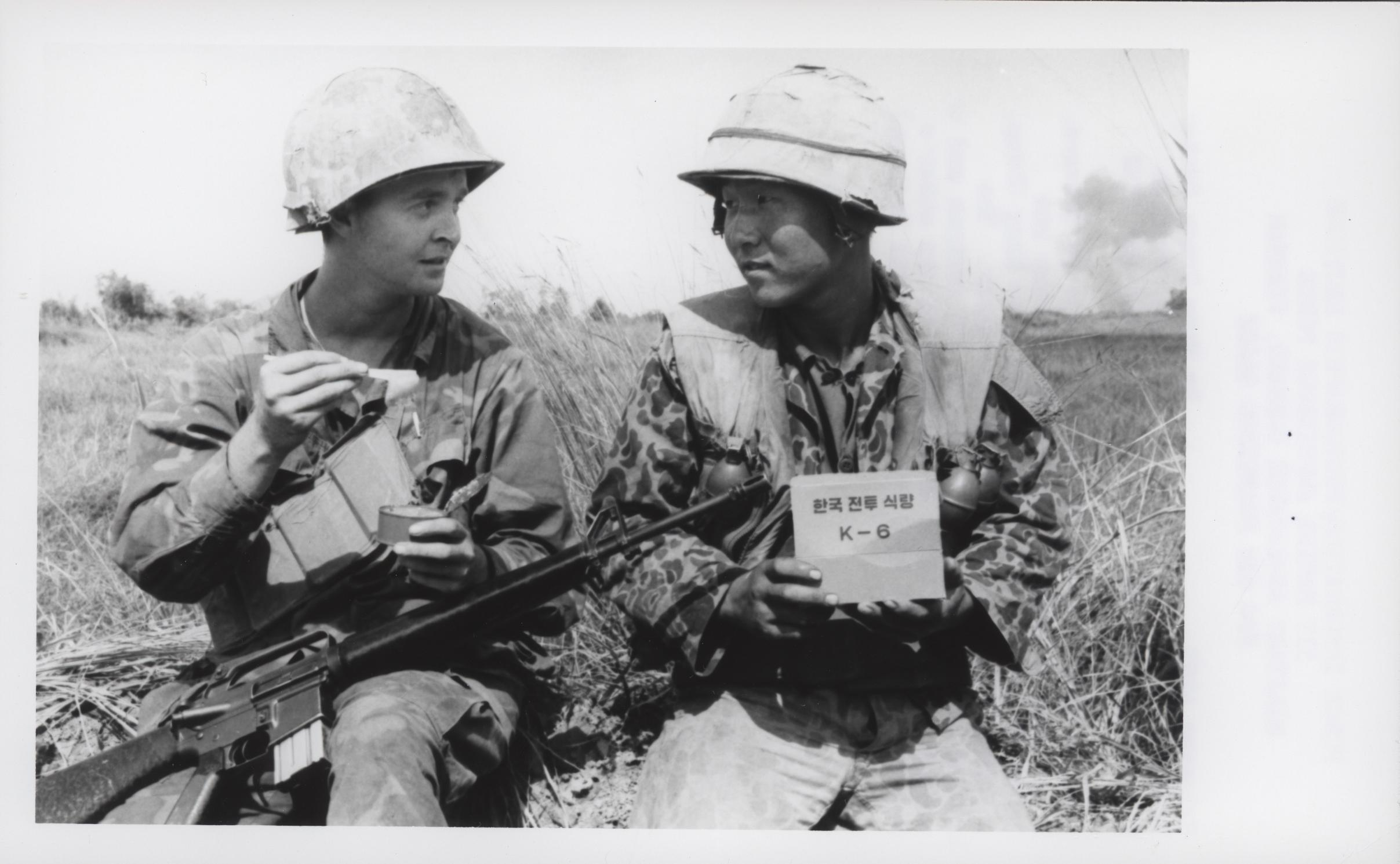
Un soldato statunitense (a sinistra) e uno sudcoreano durante un'esercitazione nel 1968

Il tentato attacco alla Casa Blu convinse infine Park a ritornare sulla sua decisione di non armare i civili: il 15 febbraio il presidente autorizzò, a decorrere dall'aprile seguente, la formazione di una milizia popolare per la difesa territoriale, le "Forze di riserva della Repubblica di Corea" (Daehanminguk Yebigun). Nel giro di sei mesi, due milioni di civili sudcoreani si erano offerti volontari per l'arruolamento nella milizia, consentendo la formazione di circa 60 000 distaccamenti di difesa locale delle dimensioni di un plotone inquadrati da nuclei di soldati regolari congedati al termine del servizio; benché spesso armati in maniera sommaria, i miliziani rappresentavano un'efficiente rete di sorveglianza e raccolta informazioni, nonché una fonte per aumentare rapidamente la consistenza dei reparti regolari impegnati in operazione. Come mossa ulteriore, alla metà di agosto Park autorizzò la realizzazione di venti "villaggi della ricostruzione" poco a sud del confine meridionale della zona demilitarizzata: ispirati al modello dei kibbutz israeliani, questi villaggi erano popolati da soldati sudcoreani giunti al termine della loro ferma e dalle loro famiglie, ovvero persone con formazione militare fedeli alle istituzioni di Seul e molto poco propense a collaborare con infiltrati nordcoreani, creando così un'ulteriore fascia di sicurezza lungo il confine. Unità militari sudcoreane furono poi inviate a condurre missioni di assistenza civile nelle regioni rurali più impervie della Corea del Sud, costruendo nuove strade, scuole e ospedali e fornendo cure mediche e vaccinarie alla popolazione; queste misure aumentarono il sostegno al governo di Seul degli abitanti delle campagne, allontanandoli dagli effetti della propaganda nordcoreana.

### La svolta nelle operazioni

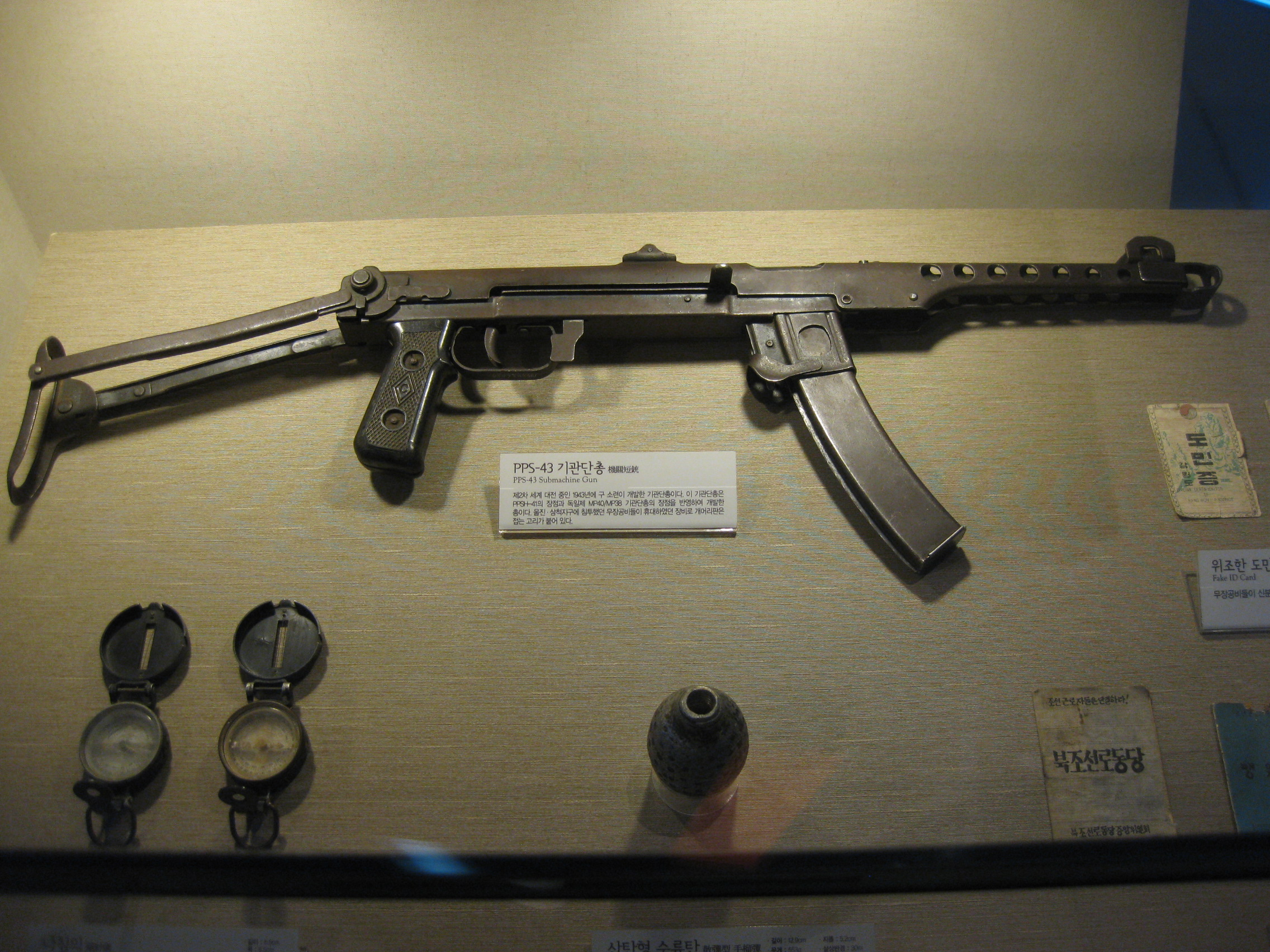
Equipaggiamenti catturati agli incursori nordcoreani sbarcati tra Uljin e Samcheok nell'ottobre 1968: in alto un mitra PPS, in basso due bussole, una granata e alcuni documenti

A parte le azioni eclatanti come il fallito attacco alla Casa Blu e la presa della Pueblo, il 1968 aveva visto l'apice degli incidenti armati lungo la zona demilitarizzata, uno stillicidio di imboscate a pattuglie e jeep isolate o sparatorie contro i posti di guardia degli alleati; solo le forze statunitensi furono coinvolte in ventidue incidenti con morti e feriti nel corso dell'anno. Il progressivo incremento delle nuove misure adottate dagli alleati stava però segnando l'esito del conflitto a favore dell'UNC.
In febbraio, e poi ancora in luglio e in agosto, alcune efficaci operazioni condotte dal Servizio di Intelligence Nazionale della Corea del Sud portarono alla distruzione di numerose reti di spionaggio allestite da Pyongyang a sud del confine, portando alla cattura di 132 agenti infiltrati nordcoreani; alcune di queste reti, una delle quali operativa da più di sette anni, erano riuscite a penetrare nelle organizzazioni militari, governative e di polizia sudcoreane nonché nel personale a contratto dell'Eighth Army statunitense, e la loro distruzione rappresentò un duro colpo per l'intelligence nordcoreana. Il 21 agosto gli alleati si presero una piccola rivincita per la perdita della Pueblo: in un'operazione diretta dai servizi segreti sudcoreani, due cacciatorpediniere della Marina di Seul appoggiati da aerei statunitensi intercettarono al largo dell'isola di Jeju un'imbarcazione nordcoreana con a bordo un contingente di forze speciali, diretto a recuperare un agente di primo livello catturato sull'isola; l'imbarcazione venne affondata e tutti i suoi occupanti furono uccisi o catturati. Lungo la zona demilitarizzata, nel periodo compreso tra giugno e novembre (quello più sfruttato per le operazioni di infiltrazione dai nordcoreani) la sola 2ID rivendicò l'uccisione di 25 dei 27 agenti nemici che avevano tentato di attraversare la linea di demarcazione. Le nuove tattiche controinsurrezionali funzionavano pienamente: in un'azione ormai divenuta tipica, il 19 settembre una forza di cinque infiltrati nordcoreani venne scoperta mentre tentava di attraversare il settore statunitense della ZDC; una forza di reazione rapida elitrasportata fu inviata a chiudere sul nemico mentre unità di cavalleria corazzata e fanteria meccanizzata, appoggiati da reparti di controguerriglia sudcoreani, sigillavano la zona per impedirne la fuga. L'unità nordcoreana fu annientata lasciando quattro morti e un ferito sul terreno.
Pyongyang cercò di reagire mettendo in atto un'operazione più ampia di quelle tentate in passato. Nelle prime ore del 30 ottobre 1968, 120 operativi dell'Unità 124 furono sbarcati dal mare in otto punti separati lungo la costa compresa tra le città di Uljin e Samcheok, nella parte orientale della Corea del Sud; la loro intenzione era quella di stabilire una base della guerriglia nell'impervia regione dei Monti Taebaek, mobilitando e armando contro il governo di Seul la popolazione locale. La distruzione delle reti di intelligence aveva lasciato Pyongyang senza informazioni circa le più recenti iniziative del governo di Seul per aumentare la fedeltà delle popolazioni rurali, così quando la mattina del 31 ottobre gli infiltrati nordcoreani entrarono nei villaggi della zona per iniziare a reclutarne gli abitanti si trovarono di fronte un'accoglienza gelida quando non ostile. Fallito il tentativo di convincere i locali con la propaganda e gli appelli politici, i nordcoreani iniziarono a compiere aggressioni e uccisioni con l'idea di piegare la volontà dei civili tramite il terrore; questo portò gli abitanti del posto a inviare subito notizia dell'incursione ai più vicini presidi delle forze sudcoreane. Fu dichiarata un'allerta generale lungo tutta la costa orientale, e venne organizzata una caccia all'uomo di proporzioni enormi: circa 70 000 sudcoreani, ovvero un'intera divisione di riserva dell'Esercito e parti di altre due divisioni, un battaglione del corpo dei marine, un gruppo di forze speciali, varie compagnie di polizia e migliaia di miliziani territoriali, furono impegnati nell'operazione; gli statunitensi fornirono supporto inviando sei elicotteri da trasporto. Quando infine l'allerta generale fu revocata il 26 dicembre, i nordcoreani erano stati sbaragliati lasciando 110 morti sul terreno e sette prigionieri in mano agli alleati; i sudcoreani ebbero nel corso dell'operazione 63 morti, di cui 23 civili.

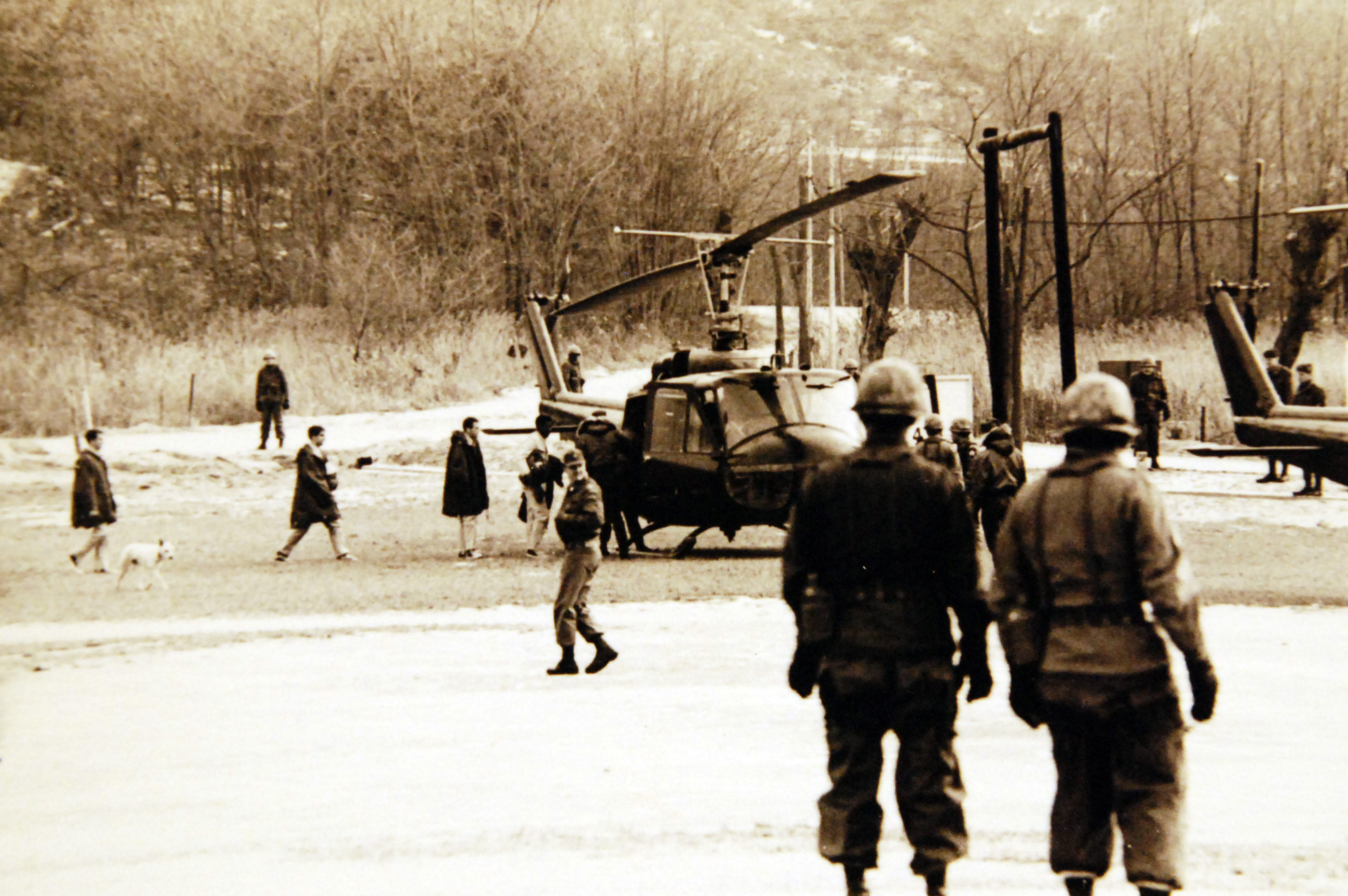
Panmunjeom, 23 dicembre 1968: parte dell'equipaggio della Pueblo, appena rilasciato dai nordcoreani, si imbarca su un elicottero UH-1 statunitense

Mentre il rastrellamento degli infiltrati sbarcati tra Uljin e Samcheok volgeva al termine, il 23 dicembre gli 82 marinai catturati sulla Pueblo furono rilasciati dopo quasi un anno di prigionia in Corea del Nord, venendo riconsegnati ai delegati statunitensi nell'area neutrale di Panmunjeom. Le autorità di Pyongyang avevano sfruttato il più possibile la cattura della nave e del suo equipaggio a fini di propaganda, obbligando i marinai a confessare e scusarsi per i loro «crimini imperialisti» e mostrando al mondo l'umiliante impotenza degli Stati Uniti nell'ottenere la loro liberazione. La corda tuttavia non doveva essere tesa più del necessario: il contrasto politico tra Cina e Unione Sovietica era nel frattempo degenerato fino ad arrivare a scontri armati lungo il confine tra le due nazioni, il che lasciava in quel momento la Corea del Nord priva di un solido appoggio da parte dei suoi alleati; la detenzione dei marinai della Pueblo rappresentava poi un possibile casus belli per un attacco convenzionale da parte degli Stati Uniti o quantomeno per un continuo rafforzamento dei legami militari tra Washington e Seul, una situazione da evitare per la Corea del Nord a maggior ragione considerando che la campagna di sovversione in atto da due anni nel sud non stava producendo risultati. Esaurita la funzione propagandistica, la permanenza dei prigionieri in Corea del Nord rappresentava ormai una fonte di distrazione per l'attuazione di urgenti manovre politiche e militari che Kim aveva in mente, il che portò alla decisione abbastanza improvvisa di procedere alla loro liberazione.

### I nordcoreani in difficoltà
Che Kim avesse in mente un brusco cambio di strategia divenne evidente pochi giorni dopo la liberazione dell'equipaggio della Pueblo, quando una vasta purga colpì vari ufficiali di alto grado della dirigenza militare di Pyongyang: tra gli altri, furono costretti alle dimissioni il ministro della difesa, generale Kim Chang-bong, e i suoi due fratelli (entrambi generali), il presidente dell'ufficio politico delle forze armate generale Ho Bong-hak, il capo di stato maggiore generale Choe Kwang, il comandante dell'Ufficio ricognizione generale Kim Chong-tae, il comandante della Marina ammiraglio Yu Chang-gon, il responsabile delle operazioni di guerriglia del Partito del Lavoro generale Cho Tong-chol e i generali al comando dei tre corpi d'armata schierati lungo la zona demilitarizzata; Kim Chang-bong e Ho Bong-hak furono giustiziati, mentre gli altri vennero condannati a pene detentive.
Il leader nordcoreano chiarì poi il suo cambio di strategia nel gennaio 1969, nel corso di una conferenza tra i massimi dirigenti delle forze armate e del partito: Kim sostenne che la campagna di attacchi non stava producendo alcun effetto concreto perché i generali non avevano saputo tradurre la linea politica del Partito del Lavoro in un programma gradevole per gli abitanti delle campagne della Corea del Sud; piuttosto che considerare che la linea politica del partito non fosse minimamente interessante per i sudcoreani, ciò venne invece imputato a carenze nell'indottrinamento politico dei reparti dell'esercito. Kim mosse anche critiche alla condotta pratica delle operazioni, sostenendo che i generali avevano lanciato incursioni frammentarie, altamente rischiose e non coordinate, non sfruttando pienamente le risorse a disposizione e in particolare l'ampia e politicamente affidabile milizia popolare; questo era in parte vero, ma la mancanza di coordinazione derivava dalla necessità di compiacere il leader ottenendo immediati risultati pratici, quando la costruzione di un'efficiente organizzazione guerrigliera nel sud richiedeva per forza di cose molto tempo e pazienza. La natura delle missioni risentì anche del numero limitato di operativi nordcoreani altamente addestrati alle operazioni non convenzionali; non si capiva che utilità avrebbe avuto coinvolgere un maggior numero di forze con addestramento convenzionale in una campagna non convenzionale (con il rischio ulteriore di un'estensione del conflitto sul piano convenzionale, che Kim stesso non voleva), e ancor meno che contributo avrebbero potuto dare le unità della milizia, dotate solo di un addestramento militare sommario. L'insuccesso nell'organizzare una guerriglia anti-governativa nella favorevole zona dei Monti Taebaek fu imputato da Kim al fallimento dei generali nell'adattare tattiche e armi all'impiego sul terreno montuoso; questa accusa generò sconcerto nella dirigenza militare: se nemmeno i reparti d'élite delle forze armate nordcoreane erano in grado di operare sulle montagne, ciò implicava un fallimento dottrinale di enormi proporzioni per un esercito chiamato a condurre una possibile guerra in una penisola dominata da catene montuose.
Sicuro della sua ideologia, Kim scelse di ignorare qualunque analisi pratica che indicasse il miglioramento delle tattiche controinsurrezionali dell'UNC e l'aumento del sostegno della popolazione al regime di Seul; per il rilancio della campagna nel 1969, secondo il leader, era necessaria una stretta subordinazione di tutte le operazioni militari ai desideri del partito. Furono imposti vari cambiamenti: per prevenire nuovi comportamenti "sleali" dei vertici militari, il sistema dei commissari politici, prima quasi del tutto assente nelle forze armate nordcoreane, fu adottato su vasta scala fino al livello di compagnia; i commissari avevano pieno potere di sorveglianza sugli ufficiali, e nessun ordine era valido se non era controfirmato da loro. I reparti per operazioni clandestine e da ricognizione esistenti vennero sciolti, e furono sostituiti da un sistema di battaglioni di fanteria leggera assegnati a ciascuna divisione e di brigate da ricognizione assegnate a ciascun corpo d'armata, oltre che da una riserva nazionale di forze speciali nota come "8º Corpo d'armata per incarichi speciali"; ciò contribuì a un rapido incremento numerico delle forze speciali nordcoreane (le quali raggiunsero i 15 000 effettivi entro il 1970), andando però a discapito della qualità: i nuovi reparti mancavano infatti dell'intenso addestramento alla guerra non convenzionale che aveva caratterizzato le precedenti unità.

### L'ultimo anno

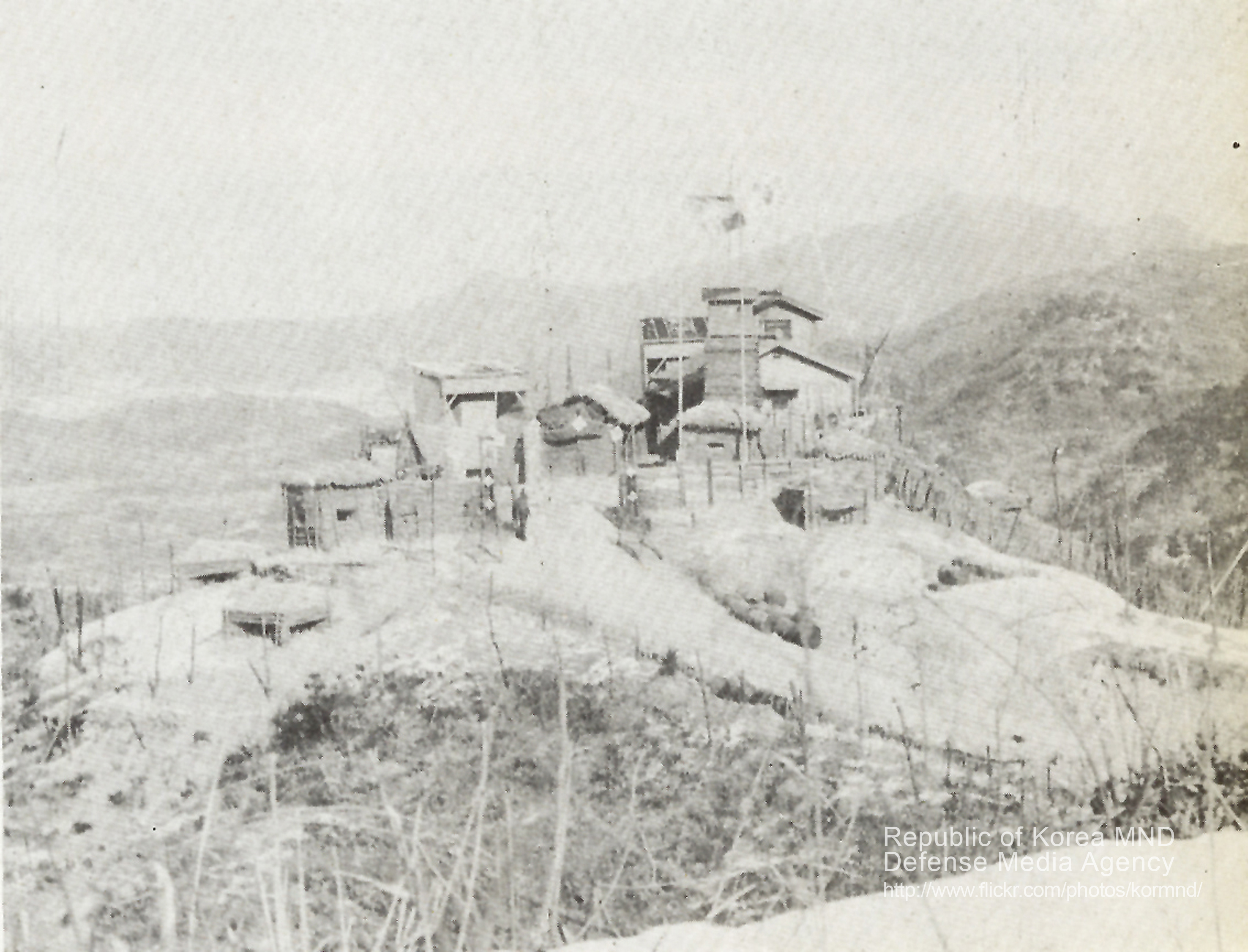
Un posto di guardia sudcoreano nella ZDC fotografato negli anni 1960

I primi due mesi del 1969 videro una serie di tentativi di infiltrazione dei nordcoreani lungo la zona demilitarizzata: le forze dell'UNC erano al loro picco quanto a preparazione e apprestamenti difensivi e, pertanto, le incursioni vennero facilmente respinte dalle pattuglie e dai posti di guardia senza alcuna perdita per gli alleati. La sorveglianza era alta anche lungo le coste: il 25 febbraio un pattugliatore sudcoreano, guidato dai rilevamenti dell'intelligence e dalla ricognizione aerea, intercettò una nave-spia nordcoreana e la mandò a picco; fu il primo di una serie di affondamenti messi a segno dagli alleati nel corso dell'anno. Per quanto riguardava la sicurezza interna, i servizi di intelligence e di sicurezza sudcoreani lavoravano ormai in perfetta sinergia, e misero a segno duri colpi alla rete di spie della Corea del Nord; l'incremento dei programmi di assistenza civica, che all'inizio dell'anno videro un aumento del 26% dei fondi stanziati per essi, garantiva appoggio e fedeltà al regime di Park tra la popolazione rurale. Per gli alleati la situazione sembrava tornare sotto pieno controllo dopo i difficili mesi precedenti, il che instillò negli alti comandi una certa rilassatezza: Bonesteel, ad esempio, cancellò la richiesta di un finanziamento di 200 milioni di dollari per implementare ulteriori programmi di controinsorgenza, e autorizzò le pattuglie alleate a riprendere le missioni di riparazione dei segnali di demarcazione della linea di armistizio, missioni interrotte nel 1967 perché considerate come troppo pericolose.
A metà marzo 1969 circa 7 000 uomini e 300 aerei delle forze alleate condussero una vasta manovra di addestramento a sud-est di Seul (nome in codice "Focus Retina"), comprensiva di un lancio di 1 800 paracadutisti statunitensi arrivati in volo dagli stessi Stati Uniti; questo sfoggio di potenza da parte degli alleati allarmò Pyongyang, che lo interpretò come una preparazione a una vasta offensiva contro la Corea del Nord: di conseguenza, Kim ordinò un'immediata ripresa delle attività di guerriglia per mascherare la condizione di momentanea debolezza delle forze nordcoreane, data dalle recenti purghe e dal processo di riorganizzazione delle forze speciali ancora in corso. Il 13 marzo una squadra della 2ID intenta a riparare la rete anti-infiltrati fu attaccata in pieno giorno da alcuni incursori nordcoreani, riuscendo però a fuggire senza perdite. Due giorni dopo, mentre Focus Retina era in pieno svolgimento, un posto di osservazione sul lato nordcoreano della zona demilitarizzata aprì il fuoco da lunga distanza contro una pattuglia della 2ID intenta a riparare i segnali della linea di demarcazione: un soldato statunitense rimase ucciso (la prima vittima statunitense in Corea da ottobre 1968) e altri due oltre a un coreano dei KATUSA vennero feriti; il bilancio dell'incidente si aggravò ulteriormente quando l'elicottero di evacuazione medica accorso sul posto si schiantò per un guasto poco dopo il decollo, uccidendo tutti i cinque membri dell'equipaggio e i tre feriti che aveva a bordo. Nelle due settimane successive, pattuglie nordcoreane misero poi costantemente alla prova le difese degli alleati lungo la ZDC: più che veri e propri tentativi di infiltrazione in profondità, tuttavia, queste azioni videro principalmente i nordcoreani aprire il fuoco contro i posti di guardia degli alleati per poi ripiegare sul loro lato della linea dell'armistizio.

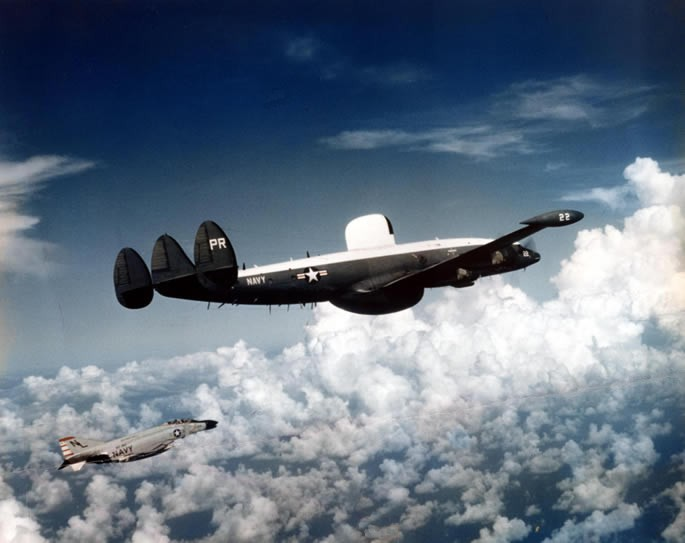
Un velivolo Lockheed EC-121 statunitense in volo nel 1965, scortato in basso a sinistra da un caccia F-4

Aprile vide un improvviso incremento delle operazioni. Il 1º aprile otto nordcoreani sbarcarono a Jumunjin, nei pressi di Gangneung sulla costa orientale: invece che tentare di infiltrarsi in profondità per svolgere missioni di spionaggio o di sovversione della popolazione, i nordcoreani si limitarono a rapire e assassinare un poliziotto sudcoreano; braccati da unità della polizia e della milizia, i nordcoreani furono infine tutti uccisi. Il 7 aprile posti di controllo sudcoreani lungo la zona demilitarizzata furono ingaggiati in una violenta sparatoria della durata di quaranta minuti; non venne tentata alcuna incursione attraverso la linea di demarcazione, con i nordcoreani apparentemente intenzionati solo a infliggere vittime ai loro opponenti. Vista la ripresa degli scontri, Bonesteel ordinò di sospendere le missioni di riparazione dei segnali della linea di demarcazione, tornate a essere troppo pericolose per il personale alleato; il 10 aprile i rappresentanti dell'UNC a Panmunjeom si incontrarono con i delegati nordcoreani al fine di avviare trattative per ridurre lo stato di tensione lungo la zona demilitarizzata, ricevendo però un'accoglienza gelida. A questi timidi tentativi di risoluzione diplomatica del conflitto i nordcoreani risposero alzando ancora il livello delle aggressioni: il 15 aprile due caccia nordcoreani intercettarono un velivolo da ricognizione elettronica Lockheed EC-121 Warning Star della US Navy, in volo sul Mar del Giappone 90 miglia a oriente della costa della Corea del Nord; benché il velivolo fosse nello spazio aereo internazionale, senza alcun avvertimento i caccia nordcoreani aprirono il fuoco e lo abbatterono, uccidendo tutti i 31 membri dell'equipaggio.
A Washington il nuovo presidente Richard Nixon, in carica da solo pochi mesi, pretese l'adozione di una risposta energica alla provocazione di Pyongyang; furono analizzati vari scenari tra cui la cattura in mare di navi-spia nordcoreane, il minamento del porto di Wŏnsan o il bombardamento della base aerea da cui erano decollati i caccia, ma alla fine Nixon fu dissuaso dall'adottare le misure più violente dall'opposizione dei membri più importanti del suo governo: qualsiasi attacco rischiava di eccitare gi animi più bellicosi presenti sia nella dirigenza di Pyongyang che in quella di Seul, facendo precipitare la crisi verso una guerra convenzionale che gli Stati Uniti, ancora intrappolati nel pantano del Vietnam, non avevano alcun interesse ad affrontare. L'incidente fu derubricato come un'ennesima "provocazione isolata" e la risposta statunitense fu moderata: a Panmunjeom i rappresentanti dell'UNC consegnarono una protesta formale ai delegati nordcoreani per poi ritirarsi da ulteriori negoziati, mentre due gruppi navali con quattro portaerei e 350 velivoli furono spostati nel Mar del Giappone per fornire scorta ravvicinata alle ulteriori missioni di ricognizione dei velivoli statunitensi.
L'abbattimento dell'EC-121 rappresentò l'apice delle provocazioni nel 1969: il mese di maggio vide ancora una serie di incursioni armate nordcoreane lungo la zona demilitarizzata e tentativi di sbarco di infiltrati dal mare, ma a un ritmo che andava declinando. A partire da giugno, gli incidenti calarono ancora drasticamente, con il settore statunitense che rimase praticamente in stato di quiete; il settore tenuto dai sudcoreani conobbe ancora una certa attività, e fino al dicembre 1969 si ebbero scontri a fuoco e tentativi di infiltrazione dei nordcoreani, tutti respinti. Le forze di Seul erano ormai perfettamente equipaggiate e addestrate per fronteggiare le provocazioni nemiche: nel corso dell'anno, i sudcoreani individuarono e affondarono lungo le coste quattro navi-spia nordcoreane oltre a catturarne una quinta, il bilancio più ampio dall'inizio del conflitto. Il calo dell'intensità del conflitto portò ben presto a un allentamento della presenza militare statunitense: entro il 5 giugno i reparti aerei e navali aggiuntivi, arrivati dopo la cattura della Pueblo, erano stati completamente richiamati in patria, mentre in novembre il Dipartimento della difesa tagliò di 38 milioni di dollari il bilancio annuale dell'Eighth Army, la prima contrazione delle risorse stanziate dagli Stati Uniti per il teatro bellico coreano da tre anni a questa parte. A partire da agosto, infine, i delegati dell'UNC tornarono a sedersi al tavolo di negoziati di Panmunjeom.
Il 15 agosto un elicottero da ricognizione OH-23 statunitense si perse mentre era in volo lungo la ZDC, entrò nello spazio aereo nordcoreano e fu abbattuto: i tre membri dell'equipaggio sopravvissero ma furono fatti prigionieri dai nordcoreani. Furono avviate trattative diplomatiche per ottenere il loro rilascio, trattative di cui si fece carico il generale John H. Michaelis che il 1º ottobre sostituì Bonesteel alla guida dell'UNC e dell'Eighth Army. Il 18 ottobre, in un ultimo sussulto violento, una jeep della 7ID di pattuglia nella ZDC fu attaccata dai nordcoreani e quattro soldati statunitensi vennero uccisi; vi fu il timore che questo potesse essere il prologo di una nuova campagna di infiltrazioni, ma in realtà l'incidente si rivelò solo come l'ennesima provocazione isolata dei nordcoreani. Il 3 dicembre 1969 i membri dell'elicottero statunitense abbattuto furono liberati e riconsegnati ai delegati dell'UNC. Per quanto scontri isolati continuarono a verificarsi a intermittenza almeno fino al 1971, la data viene considerata come la fine del conflitto della zona demilitarizzata coreana.

## Conseguenze

### Vittime del conflitto
La guerra di Corea del 1950-1953 è stata spesso descritta dagli storici statunitensi come una "guerra dimenticata", visto che il suo ricordo e la sua memoria presso il grande pubblico negli Stati Uniti tendono a sparire stretti come sono tra il trionfo nazionale della seconda guerra mondiale e il trauma collettivo della guerra del Vietnam; il (secondo) conflitto coreano del 1966-1969 risulta ancora più dimenticato e caduto nell'oblio, a dispetto del costo umano che impose a entrambi i contendenti. Nel periodo compreso tra l'ottobre 1966 e il novembre 1969, le forze dell'UNC subirono un totale di 1 120 perdite in combattimento tra statunitensi (319) e sudcoreani (801), sia militari che membri della polizia e delle forze di sicurezza, a cui aggiungere 171 civili sudcoreani caduti vittime degli scontri; tra le perdite, gli uccisi raggiunsero la cifra di 374 uomini in uniforme (299 sudcoreani e 75 statunitensi) e 80 civili. Per gli Stati Uniti la cifra in sé può risultare come piuttosto ridotta se comparata ad altri conflitti (in Vietnam, ad esempio, nel 1968 gli statunitensi subivano al mese una media di 1 190 uccisi in combattimento), ma fanno del conflitto della ZDC il quarto più sanguinoso confronto bellico sostenuto dal paese nell'epoca della guerra fredda, superato solo dalla guerra del Vietnam, dalla (prima) guerra di Corea e dall'intervento nella guerra del Libano del 1982-1984; come durata, i 37 mesi del conflitto della zona demilitarizzata rappresentano il secondo più lungo conflitto statunitense della guerra fredda, superato solo dalla guerra del Vietnam. Per la Corea del Sud, il conflitto rappresentò in assoluto il periodo di maggior tensione militare e di violenza con il vicino settentrionale dalla stipula dell'armistizio del 1953; per le forze armate sudcoreane, solo la guerra del 1950-1953 e l'intervento in Vietnam superarono il conflitto come numero di vittime.
Per quanto riguarda la Corea del Nord, nel periodo compreso tra l'ottobre 1966 e il novembre 1969 le forze alleate rivendicarono l'uccisione di 397 incursori nordcoreani in scontri armati lungo la zona demilitarizzata o in tentativi di infiltrazione dal mare; una stima accurata dei feriti tra i nordcoreani non è disponibile, mentre altri 12 soldati furono presi prigionieri dagli alleati e altri 33 convinti a defezionare a favore della Corea del Sud. Il peso di queste perdite fu anche più significativo del loro valore numerico visto che le vittime si concentravano nelle unità di forze speciali, uomini altamente addestrati e motivati la cui perdita era difficile da sostituire nel breve periodo. Le operazioni di controinsorgenza dei sudcoreani portarono anche all'eliminazione o alla cattura di 2 462 tra spie, informatori e collaboratori dei nordcoreani all'interno della stessa Corea del Sud: benché questa cifra possa in effetti risultare gonfiata dalla tendenza del presidente Park a etichettare come "agenti nordcoreani" ogni tipo di oppositori politici interni al suo regime dittatoriale, la rete di spionaggio che la Corea del Nord possedeva al sud uscì praticamente annientata al termine del conflitto; i gravi danni accusati dal suo apparato di intelligence potrebbero in effetti aver aiutato a convincere Kim che ogni sforzo per alimentare una guerra non convenzionale contro Seul era destinato ormai al fallimento.

### Conseguenze strategiche

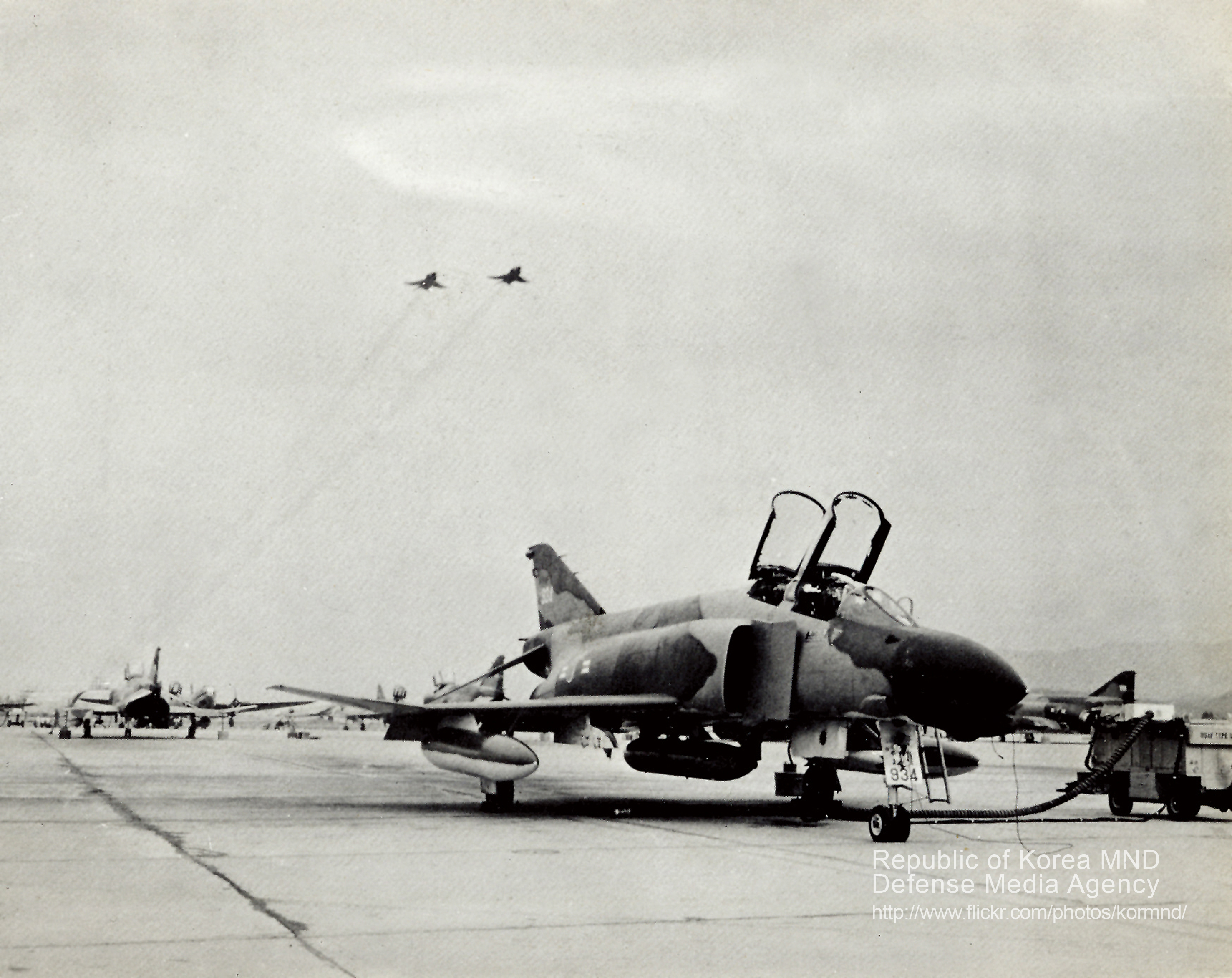
Una base aerea sudcoreana nell'agosto 1969; in primo piano uno dei primi cacciabombardieri F-4 ceduti dagli Stati Uniti alla Corea del Sud, parte del pacchetto di aiuti militari statunitensi varato negli anni del conflitto

Il fallimento della Corea del Nord nell'organizzare e alimentare un potente movimento guerrigliero anti-governativo nella Corea del Sud ebbe effetti su tutte e tre le potenze coinvolte nel conflitto. Per la Corea del Sud, il conflitto testimoniò sul campo la tenuta dello scudo militare rappresentato dall'UNC e dall'alleanza con gli Stati Uniti, all'ombra del quale il paese poteva progredire sicuro nel suo sviluppo economico e sociale: le tendenze messe in luce negli anni precedenti accelerarono drammaticamente, e all'inizio degli anni 1970 la Corea del Sud poteva ormai vantare una popolazione pari al doppio del suo vicino settentrionale e un prodotto interno lordo quasi cinque volte superiore; le implicazioni militari di questo squilibrio industriale e demografico rappresentavano ormai il principale ostacolo a qualunque progetto dei nordcoreani volto a riunificare la penisola con una guerra convenzionale, rappresentando di fatto una deterrenza strategica alle mire della Corea del Nord. Vi fu però un rovescio della medaglia: lo stato di tensione militare del 1966-1969 portò il presidente Park ad accumulare sempre più poteri dettati dal clima di emergenza, mentre il vasto e articolato apparato di sicurezza messo in piedi negli anni del conflitto venne sempre più ritorto contro gli oppositori interni; negli anni 1970 il regime di Park si fece sempre più repressivo, portando a elezioni truccate, una costituzione riscritta frettolosamente in senso autoritario e un potere esercitato tramite le forze armate più che tramite lo stato di diritto. Questo stato di tensione esplose poi dopo l'assassinio di Park il 26 ottobre 1979, opera dello scontento capo dell'intelligence sudcoreana: alla morte del dittatore seguì un turbolento periodo di colpi di stato, giunte militari e un nuovo regime autoritario sotto il generale Chun Doo-hwan, e solo nel 1987 la Corea del Sud riuscì a varare le riforme necessarie per tornare a un pieno sistema democratico.
Il conflitto non portò risultati positivi per la Corea del Nord: il regime di Kim Il-sung poteva vantare come un successo (più che altro a fini di propaganda interna) il fatto di aver sfidato la potenza militare enormemente superiore degli Stati Uniti e di aver messo in luce la loro riluttanza a combattere contro la Corea del Nord; ma l'ambizioso piano di portare alla rottura l'alleanza tra Seul e Washington e preparare il terreno a una riunificazione andò incontro a un completo fallimento. Il coinvolgimento degli Stati Uniti in Vietnam e il crescente autoritarismo del governo di Seul offrivano una finestra di opportunità che era difficile pensare di non sfruttare, ma i nordcoreani fallirono la loro occasione per una serie di gravi errori strategici. La costruzione di un credibile movimento guerrigliero nel sud avrebbe richiesto anni di attenta e paziente preparazione, ma Kim pretese di ottenere risultati immediati ostacolando così notevolmente la capacità delle sue forze armate di portare a termine tale compito; senza un'adeguata infrastruttura a cui appoggiarsi nell'interno della Corea del Sud, le forze speciali nordcoreane erano semplicemente troppo poco numerose per poter sperare di causare gravi danni o, addirittura, sollevare la popolazione locale contro il governo in carica. Questa circostanza fu acuita dalla tendenza dei generali nordcoreani a frazionare le loro truppe in una miriade di missioni di piccola portata, mal coordinate o per nulla coordinate tra di loro. Le forze armate nordcoreane avevano le risorse per causare gravi danni ai loro nemici, ma solo in un'unica circostanza (il tentato attacco alla Casa Blu del gennaio 1968) queste furono impegnate per conseguire un importante obiettivo capace di scardinare la tenuta della società sudcoreana: per tutta la durata del conflitto gli ottimamente addestrati incursori nordcoreani furono inviati da attaccare obiettivi di scarsa importanza strategica come pattuglie e posti d'osservazione, fino a degenerare in mere azioni di terrorismo contro la stessa popolazione civile. Quando infine i generali di Pyongyang si azzardarono a tentare un'operazione di più ampia portata (lo sbarco di Uljin-Samcheok dell'ottobre 1968), l'apparato di sicurezza sudcoreano era ormai stato riformato e rafforzato ben oltre il livello esistente nel 1966, rivelandosi ormai come inespugnabile per gli sforzi dei nordcoreani.
All'inizio degli anni 1970, le opzioni per una riunificazione militare della Corea erano ormai esaurite per Pyongyang: una guerra convenzionale era esclusa per via degli sfavorevoli rapporti di forza economici, e il fallimento della guerriglia portò a un'ondata di epurazioni vendicative del regime che decapitarono i vertici militari della nazione e gravarono le forze armate nordcoreane di restrizioni operative che le rendevano ormai goffe e poco innovative. Il regime si ripiegò su se stesso: nel 1972 una riforma costituzionale aumentò i poteri a disposizione di Kim, mentre dal 1980 suo figlio Kim Jong-il iniziò a ricoprire incarichi di sempre maggiore responsabilità negli organi direttivi della Corea del Nord, ponendo le basi per una successione dinastica tra i due che si sarebbe poi concretizzata nel 1994. I rapporti tra le due Coree rimasero altalenanti: nel settembre 1971 colloqui ad alto livello tra le delegazioni dei due paesi ripresero a Panmunjeom, portando alla fissazione di alcuni principi per una possibile riunificazione pacifica della penisola. Questo dialogo si interruppe bruscamente nell'agosto 1973 per decisione unilaterale dei nordcoreani, e lungo la ZDC si assistette a una ripresa della tensione militare e degli incidenti armati, sebbene a un'intensità nettamente minore rispetto al 1966-1969; è possibile che i nordcoreani stessero cercando di approfittare del mutato clima internazionale, con il ripiegamento dell'attenzione degli statunitensi sulle questioni interne dopo il ritiro dal Vietnam e l'instabilità della Corea del Sud a seguito dell'assassinio di Park. L'elezione alla Casa Bianca nel 1981 dell'energico anticomunista Ronald Reagan fece tramontare a Pyongyang qualsiasi idea di una riunificazione forzata delle due Coree.
Gli Stati Uniti portarono a termine i loro obiettivi con pieno successo: la Corea del Sud era stata conservata come nazione stabile e alleata di Washington, e questo senza doversi impegnare in una nuova guerra su vasta scala nel continente asiatico. La protezione della Corea del Sud da un'invasione dei suoi vicini settentrionali era cresciuta a tal punto che gli Stati Uniti potevano iniziare a pensare a un disimpegno dalla penisola: nel 1971 il presidente Nixon autorizzò il ritiro dalla Corea dell'intera 7ID, mentre nel corso degli anni 1970 il comando dell'UNC iniziò a trasferire sempre più maggiori incarichi e responsabilità agli ufficiali sudcoreani, fino alla costituzione di un quartier generale congiunto nel 1978. Un completo ritiro delle forze statunitensi dalla penisola fu tuttavia alla fine escluso visto il periodico ritorno della tensione militare tra Seul e Pyongyang.

### Annotazioni
1. ↑  Un forum di cooperazione economica comprendente anche Giappone, Taiwan, Malaysia, Filippine, Vietnam del Sud, Thailandia, Australia e Laos.
2. ↑  Ovvero due divisioni di fanteria e una brigata del corpo dei marine sudcoreani.
3. ↑  Diciassette secondo altre fonti.
4. ↑  In vista dell'avvio delle operazioni di sovversione in Corea del Sud, Kim attuò una purga nei principali uffici direzionali delle attività di guerra non convenzionale, rimuovendo i responsabili in carica e sostituendoli con un gruppo di generali sostenitori della linea dura, provenienti per la maggior parte dal vecchio gruppo di guerriglieri anti-giapponesi che Kim stesso aveva comandato prima della formazione della Corea del Nord.
5. ↑  A titolo di esempio, il generale statunitense posto alla guida delle forze militari della NATO (SHAPE) esercitava un'autorità di comando operativo solo in tempo di guerra e solo sulle forze assegnate dai singoli Stati membri al controllo della NATO, mentre il comandante delle forze statunitensi in Vietnam (MACV) non esercitava formalmente alcuna autorità sulle forze armate sudvietnamite.
6. ↑  Nel totale sono conteggiati anche i soldati schierati all'epoca nel Vietnam del Sud.
7. ↑  Gli osservatori designati dalla Corea del Nord provenivano da Polonia e Cecoslovacchia, quelli designati dalla Corea del Sud da Svezia e Svizzera.
8. ↑  La nave stessa non venne invece riconsegnata ed è usata ancora oggi come museo dai nordcoreani.
9. ↑  Tali missioni ripresero solo un anno dopo la fine del conflitto.

### Fonti
1. ↑  (EN) Mitchell Lerner, 'Mostly Propaganda in Nature:' Kim Il Sung, the Juche Ideology, and the Second Korean War (PDF), su wilsoncenter.org (archiviato dall'url originale il 15 giugno 2013).
2. ↑  (EN) Graham Cosmas, The Joint Chiefs of Staff and The War in Vietnam 1960–1968 Part 3 (PDF), su jcs.mil. URL consultato il 18 maggio 2022.
3. ↑  Bolger, p. 1.
4. 1 2  (EN) Seung-Hun Chun, Strategy for Industrial Development and Growth of Major Industries in Korea (PDF), su kds.re.kr (archiviato dall'url originale l'11 ottobre 2013).
5. ↑  (EN) Ann Sasa List-Jensen, Economic Development and Authoritarianism - A Case Study on the Korean Developmental State (PDF), Aalborg University, 2008, ISSN 1902-8679 (WC · ACNP). URL consultato il 31 luglio 2012.
6. ↑  Bolger, p. 3.
7. ↑  Breccia, pp. 302-303.
8. ↑  Bolger, pp. 4-5.
9. ↑  Breccia, p. 303.
10. ↑  Breccia, p. 301.
11. ↑  Bolger, pp. 1-2.
12. 1 2  Bolger, pp. 3-4.
13. ↑  Breccia, p. 302.
14. ↑  Bolger, p. 13.
15. ↑  Bolger, p. 8.
16. ↑  Bolger, pp. 33-36.
17. 1 2  Bolger, pp. 13-15.
18. 1 2  Bolger, pp. 15-18.
19. ↑  Bolger, pp. 5-8.
20. 1 2 3 4  Bolger, pp. 14, 25-29.
21. 1 2  Bolger, pp. 20-23.
22. ↑  Bolger, pp. 33, 36-37.
23. ↑  Bolger, pp. 37-39.
24. ↑  Bolger, pp. 39-46.
25. ↑  Bolger, pp. 46-49.
26. ↑  Bolger, pp. 49-50.
27. ↑  Bolger, pp. 50-51.
28. ↑  Bolger, pp. 55-59.
29. ↑  Bolger, p. 20.
30. ↑  (EN) Marta, su history.navy.mil. URL consultato il 25 maggio 2022.
31. ↑  Bolger, p. 56.
32. 1 2  Bolger, p. 137.
33. ↑  Bolger, pp. 52-53.
34. 1 2  Bolger, pp. 61-62.
35. ↑  Bolger, pp. 62-65.
36. ↑  Breccia, p. 304.
37. ↑  Bolger, pp. 65-69.
38. ↑  Bolger, pp. 69-71.
39. ↑  Breccia, pp. 304-305.
40. ↑  Bolger, pp. 71-75.
41. ↑  Bolger, pp. 75-80.
42. ↑  Bolger, pp. 83-84.
43. ↑  Bolger, p. 85.
44. ↑  Bolger, p. 82.
45. ↑  Bolger, p. 80.
46. ↑  Bolger, pp. 86-87.
47. ↑  Bolger, pp. 89-90.
48. ↑  Bolger, p. 90.
49. ↑  Bolger, pp. 90-92.
50. ↑  Bolger, pp. 92-94.
51. ↑  Bolger, pp. 94-99.
52. ↑  Bolger, pp. 99-100.
53. ↑  Bolger, pp. 100-101.
54. 1 2  Breccia, p. 305.
55. ↑  Bolger, pp. 101-106.
56. 1 2  Bolger, pp. 106-109.
57. ↑  Bolger, pp. 111-112.
58. ↑  Bolger, p. 113.
59. ↑  Bolger, pp. 113-115.
60. ↑  (EN) South Korea - History, su britannica.com. URL consultato il 4 giugno 2022.
61. 1 2  Bolger, pp. 115-117.
62. ↑  (EN) North Korea - History, su britannica.com. URL consultato il 4 giugno 2022.
63. ↑  Bolger, p. 115.